# Horatio Nelson
Horatio Nelson, 1.º Visconde Nelson KB (Burnham Thorpe, 29 de setembro de 1758 – Cabo Trafalgar, 21 de outubro de 1805), foi um oficial britânico da Marinha Real Britânica, famoso pelas suas intervenções nas Guerras Napoleónicas. Ganhou várias batalhas da qual se destaca a Batalha de Trafalgar, em 1805, durante a qual foi morto.
Nelson nasceu no seio de uma família moderadamente próspera de Norfolk, e ingressou na Marinha pela mão do seu tio, Maurice Suckling. Evoluiu rapidamente na carreira militar, servindo com alguns dos principais comandantes militares, antes de obter o seu próprio comando em 1778. Ganhou uma reputação de firmeza e bravura, e de desenvolver tácticas inovadoras mas, após o final da Guerra da Independência Americana, adoeceu por diversas vezes, e ficou desempregado. A eclosão da Revolução Francesa permitiu a Nelson retornar o serviço, sendo particularmente activo na região do Mediterrâneo. Participou em pequenas batalhas ao largo de Toulon, e teve um papel importante na captura da Córsega, e posteriormente nas funções diplomáticas com os estados italianos.
Em 1797, durante a Batalha do Cabo São Vicente, distinguiu-se ao comando do navio de guerra HMS Captain. Pouco tempo depois desta batalha, Nelson participou na Batalha de Santa Cruz de Tenerife, onde foi ferido gravemente e forçado a regressar à Inglaterra para se recuperar. No ano seguinte, obteve uma decisiva vitória sobre os franceses na Batalha do Nilo, permanecendo no Mediterrâneo para apoiar o Reino de Nápoles contra a invasão francesa. Em 1801, foi enviado para o mar Báltico, conquistando outra vitória, desta vez sobre os dinamarqueses na Batalha de Copenhaga. Posteriormente comandou o bloqueio das frotas espanholas e francesas em Toulon e, após a fuga destes, perseguiu-os até às Índias Ocidentais numa tentativa de travar uma batalha, sem no entanto, o ter conseguido. Depois de um breve regresso à Inglaterra, assumiu o comando do bloqueio a Cádis, em 1805. Em 21 de outubro de 1805 a frota franco-espanhola saiu do porto desta cidade tendo pela frente a frota de Nelson; o encontro de ambas as frotas deu origem à Batalha de Trafalgar. Esta batalha foi uma das maiores vitórias navais da Grã-Bretanha; no entanto, Nelson seria mortalmente atingido por um atirador francês. O seu corpo foi trazido de volta à Inglaterra, onde foi sepultado com honras de estado.
Nelson ficou conhecido pela sua capacidade de inspirar e motivar os seus homens: o "Toque de Nelson". A sua forma inovadora de conceber estratégias e táticas não convencionais resultou em várias vitórias decisivas. Alguns aspectos do seu comportamento pessoal foram considerados controversos ainda em vida, e depois da sua morte: teve um caso amoroso com Emma, Lady Hamilton, enquanto ambos eram casados, que durou até sua morte, e do qual resultou uma filha, Horatia. Além disso, as suas acções durante a campanha de Nápoles foram acusadas de brutalidade excessiva. Nelson poderia, por vezes, ser vaidoso, inseguro e ansioso por ser reconhecido, mas também era zeloso, atencioso e patriótico, bem como corajoso. Seria ferido em combate por diversas vezes, perdendo um braço e um olho. A sua morte em Trafalgar garantiu-lhe ficar reconhecido para sempre como uma das grandes personalidades de Inglaterra. Em sua honra, foram erigidos vários monumentos, destacando-se a Coluna de Nelson, na Praça de Trafalgar, em Londres.

## Juventude

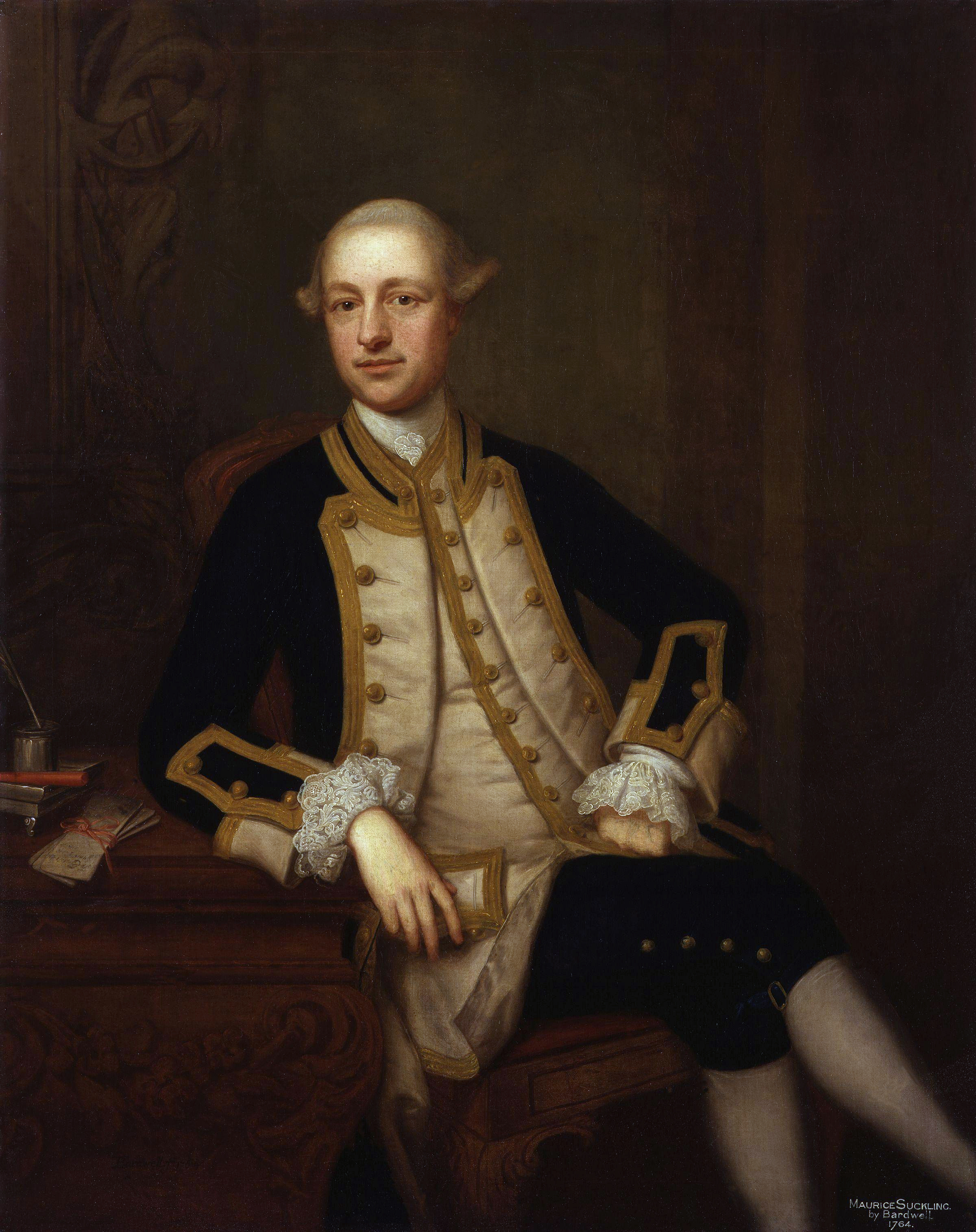
Capitão Maurice Suckling

Horatio Nelson, nasceu em 29 de setembro de 1758 na aldeia de Burnham Thorpe, Norfolk, Inglaterra, sendo o sexto de onze filhos do reverendo Edmund Nelson e sua esposa Catherine. A sua mãe, que morreu quando ele tinha nove anos, era sobrinha-neta de sir Robert Walpole, 1 º Conde de Orford, o primeiro primeiro-ministro do Parlamento britânico. Morava na aldeia de Barsham, Suffolk, e casou com o reverendo Edmund Nelson  na igreja de Beccles, Suffolk, em 1749.
Nelson estudou no Colégio Paston em North Walsham, até aos 12 anos, e no Colégio King Edward VI, em Norwich. A sua carreira militar na marinha começou em 1 de janeiro de 1771, quando embarcou no navio de guerra de 3ª categoria HMS Raisonnable, como timoneiro, sob o comando do seu tio materno, o Capitão Maurice Suckling. Após o seu embarque, Nelson foi nomeado guarda-marinha e começou a formação para oficial. Após ter iniciado a sua formação, Nelson descobriu que sofria de enjoo em alto mar, um problema crónico que o acompanharia para o resto de sua vida.

## Início da carreira naval
O HMS Raisonnable esteve em comissão durante um período de tensão com a Espanha, mas quando este terminou, Suckling foi transferido para a barra de Nore (estuário do rio Tâmisa), para o comando do navio de guarda-costeira HMS Triumph. Nelson foi transferido para servir a bordo do West Indiamen, um navio da marinha mercante da empresa "Hibbert, Purrier e Horton", a fim de adquirir experiência no mar. Cruzou o oceano Atlântico por duas vezes, antes de voltar a servir sob as ordens do seu tio.
Nelson toma conhecimento de um projecto de expedição, sob o comando do explorador Constantine Phipps, cujo objectivo era descobrir uma passagem no Ártico pela qual inicialmente se esperava que a Índia poderia ser alcançada: a passagem do Noroeste. A pedido do seu sobrinho, Suckling conseguiu que Nelson embarcasse na expedição servindo como um aspirante-a-oficial a bordo do navio HMS Carcass. A expedição chegou à latitude de dez graus do Polo Norte, mas, incapaz de encontrar um caminho através da densa camada de gelo, foi forçado a voltar para trás. Nelson em breve regressaria para o HMS Triumph após o retorno da expedição para a Grã-Bretanha em setembro de 1773. Suckling tratou então de transferir Nelson para o HMS Seahorse, um dos dois navios a navegar para as Índias Orientais.

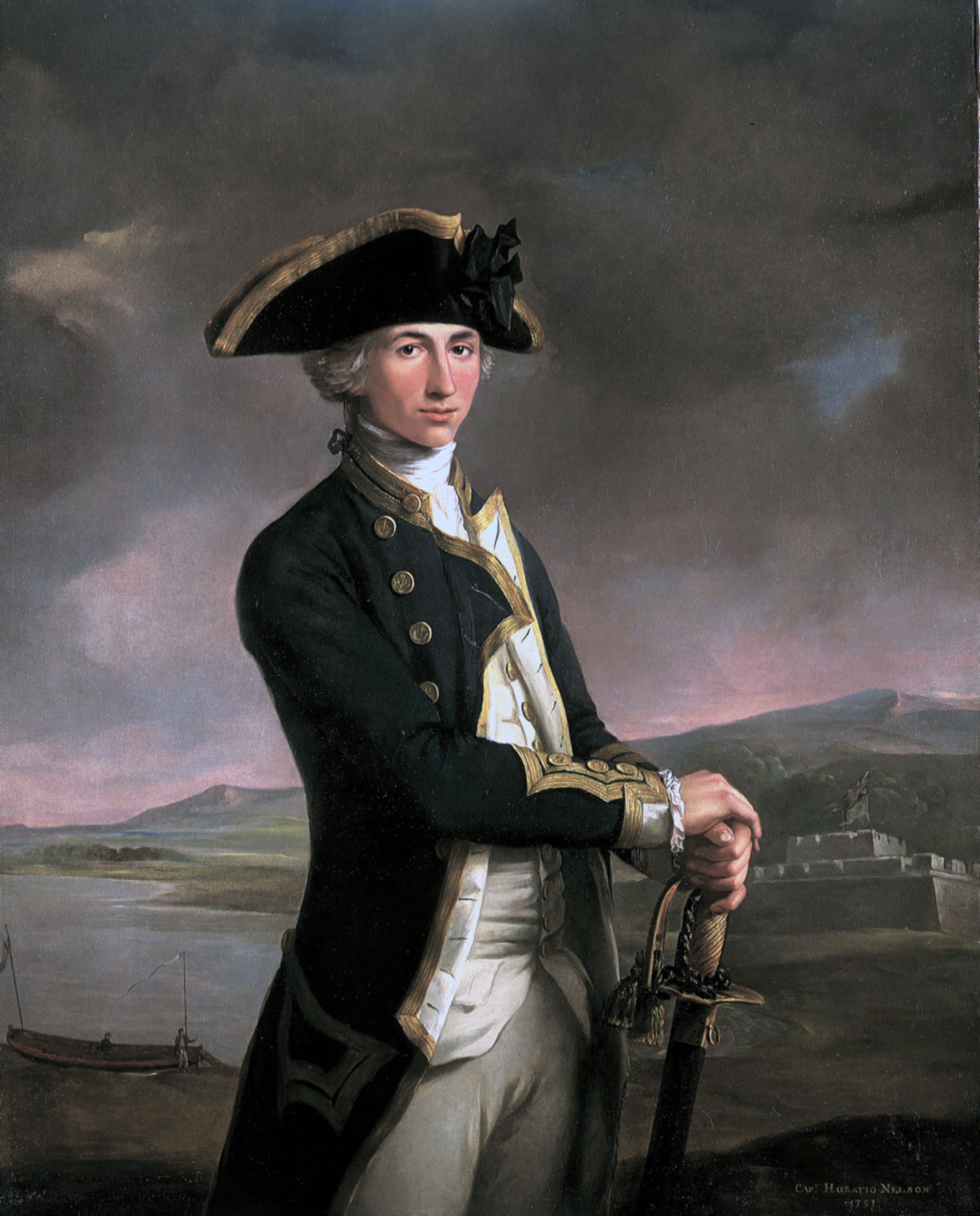
Capitão Horatio Nelson, num retrato de John Francis Rigaud de 1781. Pode ver-se atrás de Nelson o Forte de San Juan.

Nelson rumou para as Índias Orientais em 19 de novembro de 1773 chegando ao posto britânico, em Madras, em 25 de maio de 1774. Até ao fim desse ano, Nelson teve como missão escoltar os navios mercantes ao longo da costa.
Com o início da Primeira Guerra Anglo-Maratha, a frota britânica operava como apoio da Companhia Britânica das Índias Orientais e, no início de 1775, o Seahorse teve como missão transportar uma carga de dinheiro da empresa para Bombaim. Em 19 de fevereiro dois dos ketches de Hyder Ali atacaram o Seahorse, que os conseguiu afastar após uma breve troca de tiros. Esta foi a primeira experiência de batalha naval de Nelson. Durante o resto do ano, Nelson fez várias escoltas, durante as quais continuou a desenvolver suas habilidades de navegação e manipulação de navios.
No início 1776 Nelson contraiu malária e ficou gravemente doente. Recebeu alta do Seahorse em 14 de março, e regressou a Inglaterra a bordo do HMS Dolphin. Passou os seis meses de viagem em recuperação. O seu tio, Suckling, tinha ascendido ao posto de Lorde Comissário do Almirantado em 1775, e utilizou a sua influência para o ajudar ser promovido. Nelson foi nomeado tenente do HMS Worcester, que estava prestes a partir para Gibraltar.
O Worcester, sob o comando do capitão Mark Robinson, velejou como navio-escolta em 3 de dezembro regressou com outro grupo de navios em abril de 1777. Nelson, de seguida, viajou para Londres para levar seu exame a tenente no dia 9 de abril, o júri que o ia avaliar era constituído pelos capitães John Campbell, Abraham North, e seu tio, Maurice Suckling. Nelson passou no exame, e no dia seguinte recebeu a sua comissão e uma nomeação para ingressar no HMS Lowestoffe, que se preparava para rumar para a Jamaica sob o comando do capitão William Locker. O navio partiu a 16 de maio, chegando em 19 de julho, e após reabastecimento, efectuou diversos patrulhamentos em águas caribenhas.
Após a eclosão da Guerra da Independência Americana o Worcester apreendeu vários navios, um dos quais Little Lucy. Nelson assumiu o seu primeiro comando, e utilizou esta oportunidade para explorar o seu interesse pela ciência. Durante seu primeiro serviço como comandante, Nelson levou um grupo expedicionário às Ilhas Caicos, onde tirou notas pormenorizadas da vida selvagem, em especial de uma ave, que se pensa ser o beija-flor de pescoço branco.. O Capitão William Locker, impressionado pelas capacidade de Nelson, recomendou-o ao novo comandante-em-chefe da Jamaica, Sir Peter Parker. Parker levou Nelson para o HMS Bristol.
A entrada dos franceses na guerra, em apoio dos americanos, trouxe novos objectivos para a frota de Parker, resultando em diversas apreensões de navios e mercadoria, no final de 1778, dando a Nelson um prémio monetário de £ 400,00. Parker nomeia Nelson como Mestre e Comandante do brigue HMS Badger, em 8 de dezembro.
Nelson e o navio Badger passaram a maior parte do ano de 1779 navegando ao largo da costa da América Central, desde as colónias britânicas das Honduras até a Nicarágua, mas sem muito sucesso na intercepção de inimigos. No seu regresso a Port Royal soube que Parker o tinha promovido a Comandante em 11 de junho, e pretendia dar-lhe um outro comando. Nelson entregou o comando do Badger a Cuthbert Collingwood, enquanto aguardava a chegada do seu novo navio, a fragata HMS Hinchinbrook de 28 canhões, recém-capturada aos franceses. Enquanto Nelson aguardava pelo seu novo navio, Parker soube da notícia que uma frota francesa sob o comando de Charles Hector, conde d'Estaing, se aproximava da Jamaica. Rapidamente, Parker preparou as suas defesas e colocou Nelson no comando do Forte Charles, que fazia parte da defesa costeira de Kingston. D'Estaing alterou o seu rumo para norte, e a invasão nunca se concretizou. Nelson tomaria o comando do Hinchinbrook em 1 de setembro.
O Hinchinbrook saiu de Port Royal em 5 de outubro de 1779 e, juntamente com outros navios britânicos, tinha por objectivo capturar navios americanos. No seu regresso à Jamaica, em dezembro, Nelson começou a ser afectado por ataques de malária, mas permaneceu nas Antilhas, a fim de tomar parte da missão do Major-General John Dalling de tentar capturar as colónias espanholas da América Central, que incluía um ataque ao Forte de San Juan, na Nicarágua. O Hinchinbrook saiu da Jamaica, em fevereiro 1780, no papel de navio-escolta da frota de Dalling. Depois de navegar até a foz do rio Colorado, Nelson liderou um ataque bem sucedido a um posto de vigia espanhol. Apesar deste sucesso, o ataque ao Fort San Juan foi longo e cansativo, mas Nelson foi elogiado pelo seu trabalho. Parker deu-lhe um novo comando, desta vez de uma fragata de 44 canhões, o HMS Janus. Entretanto, Nelson tivera uma recaída grave nas selvas da Costa Rica, provavelmente uma nova ocorrência de malária, e não pôde receber o comando. Recupera-se em agosto, e regressa à Grã-Bretanha a bordo do HMS Lion, chegando no final de novembro. Nelson passa os meses seguintes em recuperação. É nomeado para um novo comando, desta vez para a fragata HMS Albemarle, em 15 de agosto de 1781.

## Nelson no comando

### Comandante doAbermale
Em 23 de outubro, Nelson recebeu ordens para o recém equipado Albemarle o mar, no intuito de se juntar a uma frota de navios russos da Muscovy Trading Company em Elsinore, e escoltá-los de volta para a Grã-Bretanha. Para esta operação, o Almirantado colocou as fragatas HMS Argo e HMS Enterprize sob o seu comando. Nelson cumpriu com sucesso a missão e escoltou-os em segurança até águas britânicas. No regresso ao porto, é atingido por uma forte tempestade que quase faz naufragar o Albermale, dado este ser um navio de fraca construção, e de ter sofrido alguns danos havia pouco tempo. No entanto, Nelson conseguiu levá-lo ao porto de Portsmouth, em fevereiro de 1782. Em Portsmouth, o Almirantado deu ordens a Nelson para preparar o Albermale para o mar, no sentido de se juntar a uma frota em Cork e escolta-los até ao Quebec.. Nelson chegou à Terra Nova no fim de maio, separando-se dos navios escoltados para perseguir corsários. Acabaria por ser malsucedido, recuperando apenas alguns navios mercantes britânicos, e capturando pequenas embarcações de pesca. Nelson chegou a Quebec, em 18 de setembro. Parte novamente em escolta para Nova Iorque, onde chegou em novembro, e se apresentou ao almirante sir Samuel Hood, comandante do porto. A pedido de Nelson, Hood transferiu-o, e ao Albermale, para a sua frota, e seguiram para as Índias Orientais. À sua chegada, a frota britânica estacionou ao largo da Jamaica, ficando a aguardar a chegada das forças francesas do comandante Louis-Philippe de Vaudreuil. Nelson recebeu ordens para inspeccionar diversas passagens em buscas de sinais do inimigo mas, acabaram por perceber que os franceses iludiram Hood. Durante as suas operações de patrulhamento, Nelson desenvolveu um plano para atacar a guarnição francesa das Ilhas Turks e Caicos. Ao comando de uma pequena frota de fragatas e outras pequenas embarcações, desembarcou uma força de 167 marinheiros na manhã de 8 de março, sob a protecção de um bombardeamento. Perceberam que os franceses estavam fortemente entrincheirados, e após várias horas, Nelson deu ordem para terminar o combate. Alguns dos oficiais presentes criticaram esta atitude de Nelson, mas não consta que Hood  o tivesse repreendido. Nelson passou o resto da guerra patrulhando a região, onde capturou alguns navios franceses e espanhóis. Quando Hood recebeu informações sobre as tréguas entre os vários intervenientes deste conflito, Nelson regressou ao Reino Unido no final de junho de 1783.

### O casamento nas Ilhas Nevis
No final de 1783, Nelson foi visitar uns amigos em Saint-Omer, França, e tentou aprender a língua francesa. Regressa a Inglaterra em janeiro de 1784 para fazer parte do grupo político de Lord Hood. Influenciado pelos políticos da época, Nelson ponderou fazer parte do parlamento como apoiante de William Pitt, mas não conseguiu um lugar.
Em 1784, recebe o comando da fragata HMS Boreas para assegurar Actos de Navegação na região da Ilha Antígua. No entanto, os Actos eram pouco populares entre os Americanos e as colónias. Nelson prestou serviço nesta região sob o comando do almirante Richard Hughes, e por diversas ocasiões entrou em conflito com o seu superior na interpretação dos Actos. Os comandantes dos navios americanos que Nelson perseguiu processaram-no por apreensão ilegal. Como os mercadores de Nevis apoiavam os americanos, Nelson escapou por pouco a ser preso; ficou retido no Boreas por oito meses até que o tribunal decidiu a seu favor.
Durante todo este período, Nelson conheceu Frances "Fanny" Nisbet, uma jovem viúva de uma plantação de Nevis. Acabaram por se casar na Propriedade Montpelier, na Ilha de Nevis, em 11 de março de 1787, pouco tempo antes da sua comissão nas Caraíbas. O casamento foi registado na Igreja Fig Tree, da paróquia de Saint John. Nelson regressa a Inglaterra em julho, e Fanny mais tarde.

### Período de paz
Nelson permaneceu no Boreas até este ser pago em novembro desse ano. Juntamente com Fanny, Nelson dividiam o tempo que passavam juntos entre Bath e Londres, e visitando uns familiares dele em Norfolk. Em 1788, foram morar para a casa de infância de Nelson em Burnham Thorpe. Nelson estava agora em situação de reserva e com metade do seu salário; tentou convencer o Almirantado, e outras figuras importantes conhecidas como Hood, a darem-lhe um novo comando. Não conseguiu ser bem sucedido no seu pedido pois, por um lado, estavam em período de paz e havia poucos navios disponíveis, e por outro lado, Hood ignorou as suas pretensões. Nelson passou todo este período a apoiar antigos membros da sua tripulação, a tratar de assuntos familiares e a tentar arranjar trabalho na marinha.
Em 1792, o governo revolucionário francês anexa o território que é hoje a Bélgica. O Almirantado de imediato chama Nelson, dando-lhe o comando do HMS Agamemnon (um navio de 64 canhões), em janeiro de 1793. A 1 de fevereiro a França declara guerra.

### Comissões no Mediterrâneo
Em maio, Nelson rumou, fazendo parte de uma divisão sob o comando do vice-almirante William Hotham, juntando-se à frota de Lord Hood, no fim desse mês. Esta força rumou inicialmente para Gibraltar e, com a intenção de estabelecer uma superioridade naval, navegaram até Toulon, ancorando ao largo do porto em julho. Toulon estava sob controlo de republicanos moderados e realistas, mas era ameaçada por forças da Convenção Nacional, que se dirigia para a cidade. Sem mantimentos e sem defesas, as autoridades da cidade solicitaram a Hood que os protegesse. Hood concordou com o pedido e enviou Nelson a Sardenha e a Nápoles, com pedidos de reforços. Depois de solicitados novos reforços, o Agamemnon chegou a Nápoles no início de setembro. Aí Nelson conheceu Fernando I, rei de Nápoles, e o embaixador britânico William Hamilton. A dado momento das negociações, Nelson foi apresentado à nova esposa de Hamilton, Emma Hamilton. As negociações foram bem sucedidas e cerca de 2.000 homens e vários navios, foram recrutados. Entretanto, Nelson, na perseguição a uma fragata francesa, com insucesso, rumou a Livorno e a Córsega. Chegou a Toulon a 5 de outubro, onde encontrou um exército francês que tinha ocupado as colinas próximas da cidade, a bombardeá-la. Hood acreditava que a cidade podia aguentar com o ataque se mais reforços se lhe juntassem, e enviou Nelson a juntar-se a uma esquadra ao largo de Cagliari.

### Córsega
Na manhã do dia 22 de outubro de 1793, o Agamemnon avistou cinco velas. Nelson aproximou-se e percebeu que era uma esquadra francesa. Iniciou uma perseguição, disparando sobre o Melpone, de 40 canhões, infligindo-lhe alguns estragos consideráveis. Os restantes navios franceses deram a volta e juntaram-se à batalha. Nelson apercebeu-se que estava em desvantagem, com menos navios, e retirou-se seguindo viagem para Cagliari, onde chegou a 24 de outubro. Após alguma reparações, Nelson e o Agamemnon partiram de novo em 26 de outubro em direcção a Tunes, com uma esquadra sob o comando do comodoro Robert Linzee. À chegada, Nelson recebeu o comando de uma pequena frota constituída pelo Agamemnon, três fragatas e um sloop, tendo como missão bloquear a guarnição francesa da Córsega. No final de dezembro de 1793, a queda de Toulon afectou severamente os objectivos dos britânicos no Mediterrâneo. Hood não conseguiu efectuar uma retirada conveniente, e cerca de 18 navios de linha franceses caíram nas mãos dos republicanos. A missão de Nelson ganhou maior relevância pois podia fornecer uma base naval britânica próxima da costa francesa. Assim, Hood reforçou a frota de Nelson com navios extra, durante o mês de janeiro de 1794.
A 7 de fevereiro de 1794, uma força de assalto desembarcou na ilha da Córsega e, seguidamente, Nelson dirigiu-se para a zona costeira de Bastia por forma a intensificar o bloqueio. Durante o resto mês, efectuou diversos ataques ao longo da costa interceptando navios inimigos. No final de fevereiro, San Fiorenzo caíra nas mãos dos britânicos, e o tenente-general David Dundas entrou com as suas tropas na região de Bastia. No entanto, Dundas acabou por recuar argumentando que as tropas francesas estavam bem entrincheiradas, e não podia arriscar um ataque. Nelson tentou convencer Dundas do contrário mas, após uma demorada discussão entre os comandantes exército e da marinha, atrasou o ataque para o final de março. Nelson retirou vários canhões dos seus navios e levou-os para terra colocando-os nas colinas circundantes da cidade. A 11 de abril, a esquadra britânica entrou no porto e abriu fogo, enquanto Nelson tomava o comando das forças terrestres e dava início ao bombardeamento. Após 45 dias de cerco, Bastia rendeu-se. Logo após, Nelson preparou novo assalto, desta vez a Calvi, em conjunto com o tenente-general Charles Stuart.
As tropas britânicas desembarcaram em Calvi a 19 de junho, e de imediato começaram a colocar canhões nas zonas mais elevadas à volta da cidade. Enquanto Nelson bombardeava, dando cobertura, as tropas de Stuart iniciaram o avanço. Na manhã de 12 de julho, enquanto Nelson estava numa das barreiras de protecção, um tiro atingiu os sacos de areia espalhando pedras e areia; Nelson foi atingido pelos estilhaços no seu olho direito, e foi forçado a retirar-se, temporariamente, da sua posição, para colocar uma protecção no ferimento. A 18 de julho, a maioria das posições inimigas estavam destruídas, e nessa noite Stuart e Nelson acabariam por arrasar a posição defensiva principal capturando-a. Dando início a novo bombardeamento, os britânicos, Calvi acabou por render-se em 10 de agosto. Entretanto, o ferimento que Nelson tinha sofrido no seu olho era irreparável acabando por ficar cego.

### Ao largo de Génova e a batalha com oÇa Ira
Após a ocupação da Córsega, Hood deu ordens a Nelson para iniciar relações diplomáticas com a cidade-estado de Génova, um aliado importante em termos estratégicos. Hood regressa a Inglaterra sendo sucedido pelo almirante William Hotham, o novo comandante supremo das forças britânicas no Mediterrâneo. Entretanto, Nelson, que estava colocado em Livorno a aguardar o final das reparações do Agamemnon, conheceu oficiais da marinha e manteve uma breve relação amorosa com uma habitante local, Adelaide Correglia 
No final de dezembro, o almirante Hotham chega com o resto da sua frota; Nelson e o Agamemnon efectuam algumas comissões com eles no final de 1794 e início de 1795.
A 8 de março, chegam notícias que a frota francesa estava a descolar-se para a Córsega. Hotham imediatamente parte em direcção a eles, com Nelson ansioso por entrar no seu primeiro combate naval de grande dimensão. Os franceses, no entanto, estavam relutantes em entrar em combate e, durante todo o dia de 12 de março, ambas as frotas se mantiveram afastadas a estudarem-se mutuamente. No dia seguinte, dois dos navios franceses colidiram; Nelson aproveitou a ocasião para atacar o maior, o Ça Ira (de 84 canhões), durante duas horas e meia, até à chegada de dois navios franceses, que obrigaram Nelson a recuar. Mesmo assim, Nelson infligiu pesados danos aos navios inimigos.
Até ao dia 14 de março, de novo, ambas as frotas mantiveram-se afastadas. Neste dia, teria lugar a Batalha de Génova. Nelson juntou-se aos outros navios britânicos, atacando o danificado Ça Ira, que estava a ser rebocado pelo Censeur. Ambos danificados, os dois navios franceses foram obrigados a render-se, tendo Nelson ficado com o Censeur. Derrotados, os franceses abandonaram o seu plano de invadir a Córsega e regressaram ao seu porto.

### Pequenos confrontos e a retirada de Itália
Nelson e a frota, permaneceram no Mediterrâneo durante todo o verão. A 4 de julho, o Agamemnon de San Fiorenzo com uma pequena frota de fragatas e sloops, em direcção a Génova. Em 6 de julho, Nelson foi de encontro à frota francesa, de maior dimensão que a sua, sendo perseguido por vários navios de linha. Retirou-se para San Fiorenzo, chegando primeiro que os franceses, que deixaram de o perseguir após Nelson ter alertado a frota britânica com tiros de canhões. Hotham e Nelson foram em perseguição dos franceses até às Ilhas Hyères, ao largo da cidade de Hyères, mas não chegou a haver nenhum confronto; apenas alguns tiros foram disparados, para desalento de Nelson.
Nelson continuou os seus patrulhamentos ao largo de Génova, interceptando e inspeccionando navios mercantes, e outros suspeitos, tanto em portos inimigos como em portos considerados neutros. Concebeu planos ambiciosos para ataques navais e anfíbios como forma de bloquear o avanço do exército francês de Itália, que avançava para Génova, mas não conseguiu convencer Hotham. Em novembro, Hotham foi substituído por Sir Hyde Parker, mas a situação em Itália estava a degradar-se: os franceses estavam a cercar Génova, e havia um sentimento jacobino crescente no interior da cidade. Um ataque francês de grande dimensão fez se sentir no final de novembro, destruindo as linhas aliadas e, apesar das tentativas de Nelson de dar cobertura à retirada britânica, não teve êxito pois tinha poucos navios, e os britânicos foram forçados a sair dos portos italianos. Nelson regressou à Córsega a 30 de novembro, zangado e desanimado com a derrota britânica, e questionando o seu próprio futuro na marinha.

### Almirante Jervis e a evacuação do Mediterrâneo
Em janeiro de 1796, o lugar de comandante-em-chefe da frota do Mediterrâneo passa para as mãos de sir John Jervis, que nomeou Nelson comodoro, e lhe deu autonomia para exercer o bloqueio da costa francesa. Nelson passou os primeiros seis meses do ano em constantes patrulhas, interceptando os navios franceses. Mesmo obtendo alguns sucessos nas patrulhas, Nelson foi percebendo que a força britânica presente na região italiana, estava rapidamente a tornar-se desnecessária.
Em junho, o Agamemnon foi enviado para a Inglaterra para reparação, e Nelson foi indicado para comandante do HMS Captain. No mesmo mês, os franceses preparavam a invasão de Livorno. Nelson foi incumbido de se dirigir para lá, para preparar a evacuação dos cidadãos britânicos que lá viviam, e de os transportar para a Córsega; outra das ordens que Nelson recebeu foi a de bloquear o novo porto recém conquistado. Em julho, Jervis pensou em ocupar a Ilha de Elba, mas em setembro os genoveses deixaram de ser neutros, tomando o partido dos franceses. Em outubro, a nova posição dos genoveses e o contínuo avanço dos franceses, levaram à tomada de decisão, por parte do britânicos, de que a frota destes no Mediterrâneo já não podia ser abastecida; a frota foi transferida para Gibraltar. Nelson supervisionou a retirada da Córsega, e por volta de dezembro de 1796, encontrava-se a bordo da fragata HMS Minerve, dando cobertura à evacuação da guarnição da Ilha de Elba, após a qual ruma para Gibraltar.
Durante a viagem para Gibraltar, Nelson capturou a fragata espanhola Santa Sabina, nomeou o tenente Thomas Hardy para comandar o navio capturado, e recebeu o capitão espanhol da fragata a bordo. Na manhã seguinte, surgiram dois navios de linha, e uma fragata, espanhóis, e Nelson decidiu atacar. No entanto, Hardy colocou o navio que agora comandava, entre os espanhóis e Nelson, por forma a que Nelson pudesse escapar; o Santa Sabina acabou por ser recapturado, junto com Hardy. Mais tarde, em Gibraltar, os britânicos trocariam o capitão do Santa Sabina por Hardy.

## Almirantado

### Batalha do Cabo de São Vicente (1797)
Nelson junta-se à frota de Sir John Jervis ao largo do cabo de São Vicente, e detectou a presença da frota espanhola, que tinha rumado desde Cartagena. Jervis decide atacar e as duas frotas encontram-se a 14 de fevereiro. Nelson e o navio Captain estavam no fim do grupo de ataque, situação que contrariava as intenções de Nelson de entrar rapidamente no combate. Contrariando a estratégia de seguir a restante frota britânica, Nelson desobedece às ordens recebidas e decide ir ao encontro da frota espanhola que era constituída pelo San Josef (112 canhões), San Nicolas (80 canhões) e o Santísima Trinidad (130 canhões). O Captain atacou os três navios, apoiado pelo HMS Culloden. Após uma hora de troca de tiros que deixaram o Captain e o Culloden bastante danificados, Nelson encontrava-se lado a lado com o San Nicolas. Decidiu tentar uma abordagem gritando "Westminster Abbey! or, glorious victory!" ("Catedral de Westminster! ou, vitória gloriosa!) forçando a rendição do navio. O San Josef tentou vir em ajuda do San Nicolas mas ficou presa com este. Nelson aproveitou para fazer uma abordagem através do San Nicolas, capturando o San Josef. Ao anoitecer, a frota espanhola separou-se e rumou para Cadiz. No final da batalha, quatro navios tinham-se rendido, dois do quais às mãos de Nelson.
Nelson saiu vitorioso da batalha, mas tinha desobedecido a ordens directas. Jervis decidiu não repreender Nelson oficialmente pois tinha amizade por ele, mas, no relatório que fez sobre a batalha, não refere as conquistas de Nelson. Em carta particular a George Spencer, Jervis refere os feitos de Nelson afirmando que "contribuiu muito para o resultado positivo daquele dia". Nelson também escreveu várias cartas sobre a sua vitória, relatando que as suas acções eram referidas, entre os membros da frota, como "a técnica de Nelson para a abordagem de navios de 1ª linha". As acções de Nelson na batalha do Cabo de São Vicente foram mais tarde contestadas pelo Vice-Almirante William Parker, que tinha estado a bordo do HMS Prince George. Parker reclamava que Nelson tinha sido ajudado por mais navios do que julgava, e que o Sna Josef já se encontrava em dificuldades quando foi abordado por Nelson. Mesmo com esta crítica, foi a versão de Nelson que prevaleceu e a sua vitória foi bem recebida no seu país: Jervis foi feito duque de São Vicente e Nelson cavaleiro da Ordem do Banho. Em 20 de fevereiro, pela sua antiguidade e não pelo resultado da batalha, Nelson é promovido a Almirante.

### Ao largo de Cadiz
Após a batalha do cabo de São Vicente, Nelson recebeu o comando do HMS Theseus, recebendo ordens, em 27 de maio de 1797, para se posicionar ao largo de Cadiz e controlar a frota espanhola, que ia chegando das colónias americanas carregada de tesouros. Nelson decide iniciar um ataque à cidade através de vários bombardeamentos e liderando um assalto anfíbio a 3 de julho. Durante este assalto, a barcaça de Nelson colide com a do comandante espanhol, dando início a um confronto homem-a-homem entre as duas tripulações. Por duas vezes Nelson foi salvo de ser atingido mortalmente por um marinheiro de nome John Sykes, que o protegeu com o próprio corpo, ficando gravemente ferido. A força britânica acabaria por capturar o barco espanhol rebocando-o para o Theseus. Durante todo este período, Nelson desenvolveu um plano para capturar Santa Cruz de Tenerife; o objectivo era a recolha de uma grande quantidade de especiarias do navio espanhol Principe de Asturias, que tinha chegado recentemente.

### Batalha de Santa Cruz de Tenerife

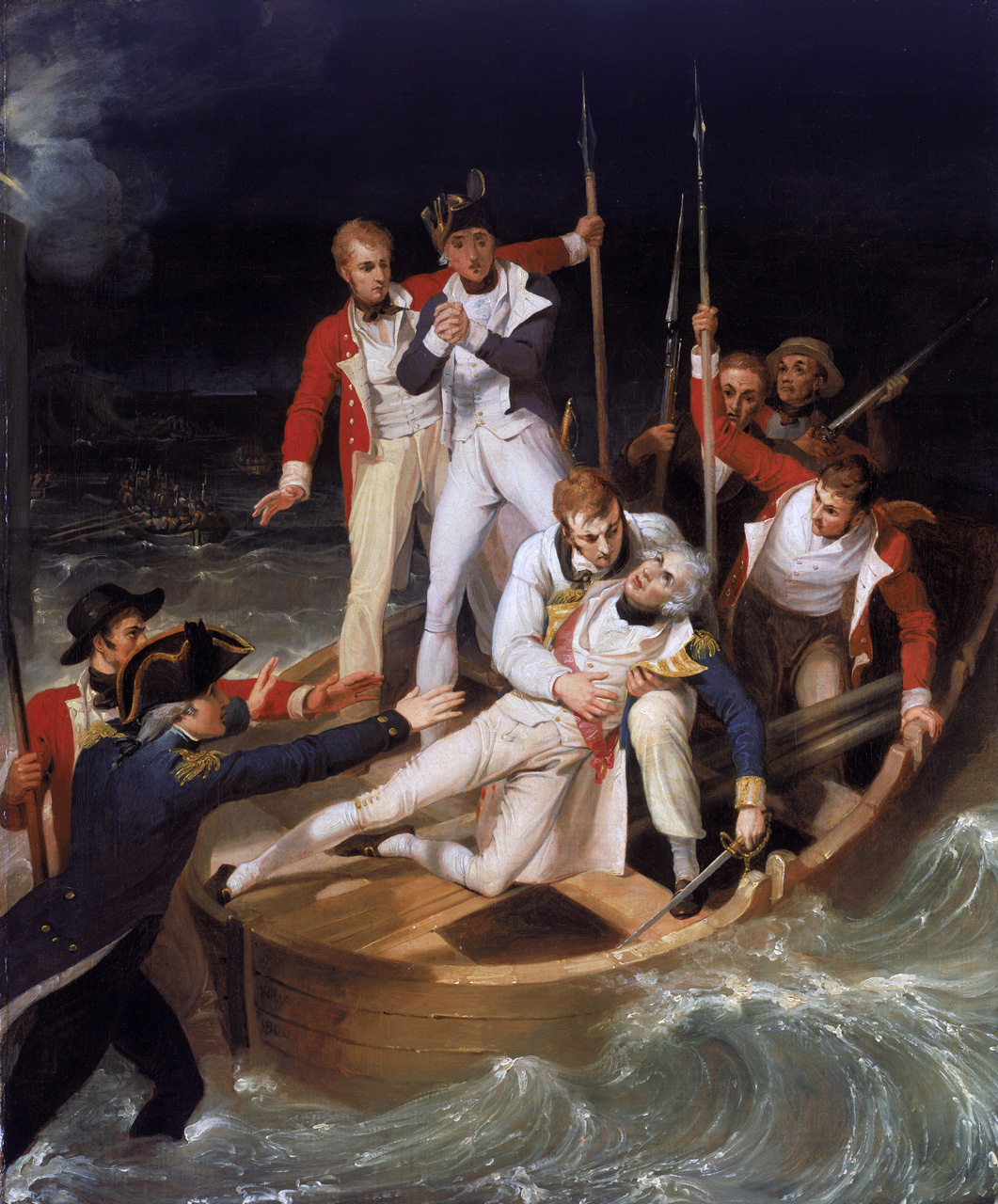
Nelson ferido durante a batalha de Santa Cruz de Tenerife; 1806, pintura de Richard Westall

O plano de batalha envolvia a combinação de bombardeamentos navais e assalto anfíbio. A primeira tentativa foi abortada devido a correntes marítimas contrárias. Nelson ordenou novo assalto, de novo sem resultado. Preparou-se, então, para um terceiro assalto que teria lugar durante a noite. Embora Nelson liderasse um dos grupos de ataque, o assalto fracassou: os espanhóis estavam melhor preparados do que se previa e tinham montado fortes posições defensivas. Vários barcos da força de ataque de Nelson não desembarcaram nos locais correctos devido à confusão instalada, e aqueles que o conseguiram foram atingidos pelos bombardeamentos espanhóis. O barco de Nelson foi um dos que conseguiram desembarcar no local certo, mas assim que saiu do barco foi atingido por uma bala de mosquete no seu braço direito que lhe desfez o úmero. Foi então rebocado para o Theseus para ser assistido por um cirurgião. Quando chegou ao navio, recusou que o ajudassem a subir dizendo "Deixem-me em paz! Ainda tenho as minhas pernas e um braço". Foi levado ao cirurgião, ordenando-lhe que preparasse os instrumentos para a operação para que "quanto mais cedo me retirarem o braço, melhor". A maior parte do seu braço foi amputada e, meia-hora depois Nelson já estava a dar ordens aos seus capitães. Anos mais tarde, pedia desculpa ao Comodoro John Thomas Duckworth por não escrever cartas mais longas pois não era canhoto.
Entretanto, uma força comandada por sir Thomas Troubridge conseguiu avançar até próximo do objectivo, mas foi forçado a parar. Impossibilitados de regressar à sua frota, pois os seus barcos se tinham afundado, Troubridge teve que negociar com o comandante espanhol, que os autorizou a retirar. O resultado do assalto foi um fracasso pois os objectivos não tinham sido atingidos, e cerca de um quarto da força de ataque foi ferida ou morta. A frota permaneceu ao largo de Tenerife durante três dias, e a 16 de agosto juntou-se à frota de Jervis, perto de Cadiz. Desiludido, Nelson escreve a Jervis: "Um Almirante canhoto nunca mais será considerado útil; assim, quanto mais cedo voltar para uma casa modesta melhor, para dar lugar a alguém que sirva o estado". Nelson regressa a Inglaterra a bordo do HMS Seahorse, onde chega 1 de setembro. Foi recebido como um herói: os cidadãos britânicos passaram a olhar para Nelson com elevada consideração desde a batalha de São Vicente, aumentada pelo grave ferimento que sofrera recentemente. O povo britânico recusou-se a aceitar que a derrota de Tenerife devia-se a Nelson, imputando responsabilidades a um deficiente planeamento do secretário de Guerra, St Vincent, ou mesmo a William Pitt.

### Regresso a Inglaterra
Nelson regressa a Bath com Fanny, antes de se mudar para Londres em outubro, para ser visto por médicos especializados em amputações. Durante a sua estadia em Londres, recebeu notícias que o Almirante Adam Duncan tinha derrotado a frota holandesa na Batalha de Camperdown. Nelson exclamou que teria dado o seu outro braço para ter estado presente. Os últimos meses de 1797 foram passados em Londres, em recuperação. Neste período, foi condecorado com a "Freedom of the City of London" ("Liberdade da Cidade de Londres") e com uma pensão anual de mil libras por ano. Com o dinheiro que recebeu, Nelson comprou a quinta de Round Wood, perto de Ipswich, para onde pretendia retirar-se com Fanny. No entanto, Nelson nunca chegou a viver lá.
Embora os cirurgiões não tivessem conseguido retirar as ligações do interior do seu braço amputado, que lhe tinha causado sérias inflamações, no início de dezembro Nelson começou a melhorar. Cheio de vontade de regressar ao mar, Nelson começou a tentar um novo comando, sendo-lhe prometido o navio de 80 canhões HMS Foudroyant. Como este ainda não estava pronto para navegar, foi-lhe dado o comando do HMS Vanguard, de 74 canhões, para o qual nomeou Edward Berry para seu capitão. As movimentações francesas no Mar Mediterrâneo começaram a causar alguma preocupação entre o Almirantado: Napoleão estava a reunir forças no sul de França, mas o seu destino era desconhecido. Nelson e o Vanguard foram destacados para Cadiz para reforçar a frota. A 28 de março de 1798, Nelson içou a sua bandeira e rumou para junto do Duque de São Vicente. Este enviou-o para Gibraltar com uma pequena força de navios para reconhecimento das movimentações francesas.

### Em perseguição dos franceses
Enquanto Nelson rumava para Gibraltar, através de uma forte tempestade, Napoleão iniciara viagem com a sua frota, sob o comando do Vice-Almirante François-Paul Brueys d'Aigalliers. Quando esta notícia chegou a St Vincent, a frota de Nelson foi reforçada com mais navios recebendo ordens para interceptar os franceses. Imediatamente, Nelson iniciou um reconhecimento pela costa italiana em busca da frota de Napoleão, mas esta busca foi dificultada por falta de fragatas que pudessem operar como navios de reconhecimento. Napoleão já tinha chegado a Malta e, após uma demonstração da sua força naval, garantiu a rendição da ilha. Nelson seguiu-o até lá, mas os franceses já tinham partido. Após uma reunião com os seus capitães, decidiu partir para Alexandria, no Egipto, onde calculava que Napoleão estivesse. À chegada, em 28 de junho, não encontrou sinais da presença dos franceses; desanimado, retirou-se e começou a procurar a leste do porto. Na sua ausência, a frota de Napoleão chega a 1 de julho, desembarcando as suas tropas sem qualquer oposição.
Brueys ancorou a sua frota na baía de Abukir, que estava preparada para dar apoio a Napoleão, caso fosse necessário. Entretanto, Nelson atravessava o Mediterrâneo numa busca infrutífera para localizar os franceses, regressando a Nápoles para reabastecimento. Parte novamente, desta vez para a zona de Chipre, mas decide passar por Alexandria outra vez, para uma verificação final. Nesta viagem, captura um navio mercante francês, que lhe forneceu as primeiras notícias sobre a frota francesa: passaram a sudeste de Creta um mês antes, rumo a Alexandria. Rapidamente, Nelson dirige-se para lá, mas de novo encontra o porto vazio. Decide navegar ao longo da costa e, finalmente, descobre os franceses na baía de Abukir, em 1 de agosto de 1798.

### Batalha do Nilo
Imediatamente, Nelson prepara-se para o confronto, repetindo uma ideia que tinha dito na batalha do Cabo de São Vicente: "Amanhã, por esta altura, ou terei ganho a honra ou a catedral de Westminster". Já era tarde quando os britânicos chegaram; no entanto, os franceses, estrategicamente ancorados e com um poder de fogo superior ao da frota de Nelson, não esperavam que ele os atacasse. Nelson ordenou que os seus navios avançassem. Os navios franceses estavam ancorados junto de uma linha de cardume, pensando que estariam seguros. Brueys assumiu que os britânicos seguiriam a forma tradicional de ataque, investindo sobre a zona central, a partir de estibordo. No entanto, o capitão Thomas Foley, a bordo do HMS Goliath, descobriu uma falha entre entre os cardumes e os navios franceses, e dirigiu o Goliath pelo canal. Apanhados de surpresa, os franceses são atacados de ambos os lados, por Foley e mais um grupo de navios.

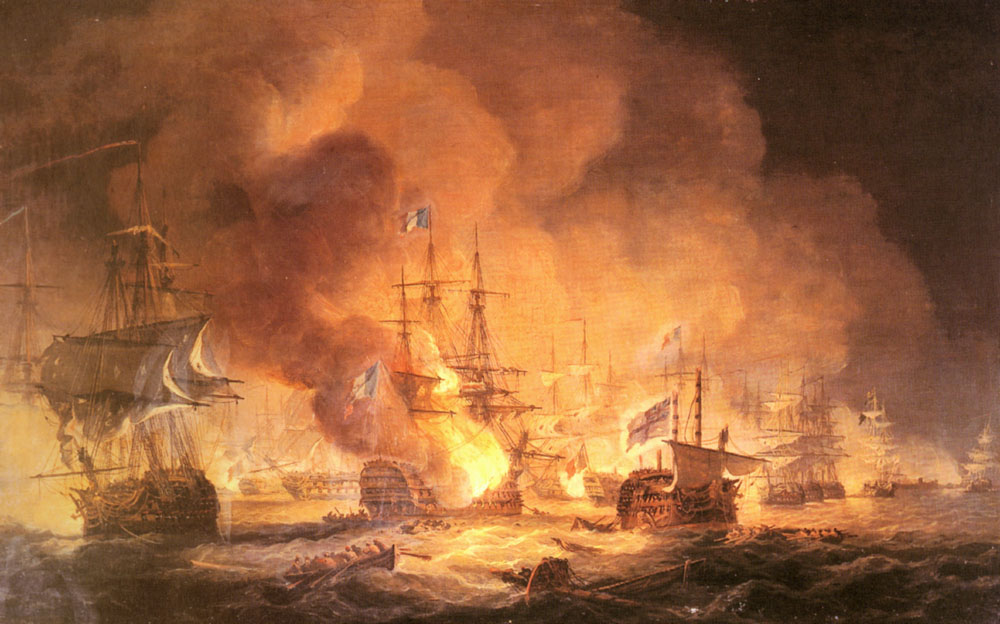
A Batalha do Nilo, numa pintura de 1801 por Thomas Luny

A frota britânica foi rapidamente atacada ao passar pela linha francesa. Nelson, no Vanguard, ataca o Spartiate, ao mesmo tempo que é atacado pelo Aquilon. Pelas oito horas, Nelson estava junto de Berry no convés quando um estilhaço de um tiro francês o atingiu na fronte. Caiu no convés com ferimento grave no seu olho saudável e, atordoado e pensando que ia morrer gritou "Estou morto. Digam à minha mulher". Foi levado para baixo para ser visto pelo cirurgião. Após analisar o estado de Nelson, o cirurgião concluiu que não se tratava de um ferimento grave, e aplicou-lhe uma ligadura.
Os navios franceses, danificados pelo fogo britânico, começaram a render-se, enquanto os britânicos continuavam a atacar o navio-almirante Orient (118 canhões). Este incendiou-se e explodiu. Nelson veio por breves momentos ao convés para dar algumas instruções, mas retirou-se após observar a destruição do Orient.
A Batalha do Nilo foi uma forte derrota nas aspirações de Napoleão a leste. A frota tinha sido destruída: o Orient, outro navio e duas fragatas tinham sido incendiadas, sete navios de 74 canhões e dois de 80 tinham sido capturados, a apenas dois navios de linha e duas fragatas escaparam, enquanto as forças que Napoleão tinha levado para o Egipto tinham encalhado. Napoleão tinha atacado a norte, ao longo da costa do Mediterrâneo, mas as forças turcas, apoiadas pelo Capitão Sir Sidney Smith derrotaram o seu exército no Cerco de Acre. Então, Napoleão deixou o seu exército e rumou a França, evitando os navios britânicos. Pela sua importância em termos estratégicos, alguns historiadores indicam a Batalha do Nilo como o maior feito de Nelson, superando mesmo a Batalha de Trafalgar, que teria lugar sete anos mais tarde.

### Recompensas
Nelson enviou relatórios ao Almirantado e supervisionou algumas reparações no Vanguard antes mesmo de rumar a Nápoles, onde foi recebido com grande entusiasmo. O Rei de Nápoles, juntamente com os Hamilton, deram-lhe as boas-vindas pessoalmente quando chegou ao porto, e William Hamilton convidou Nelson a ficar em sua casa. O aniversário de Nelson foi celebrado nesse mês de setembro, estando presente num banquete em casa dos Hamilton, onde começo a ser notado o seu interesse por Emma. O próprio Jervis começou a ficar preocupado com algumas informações sobre o comportamento de Nelson. No início de outubro, a notícia da vitória de Nelson chegou a Londres. O Primeiro Lord do Almirantado, Earl Spencer, desmaiou ao saber dessa notícia. Por todo o país começaram a ter lugar manifestações de contentamento. A cidade de Londres homenageou Nelson e os seus capitães com espadas, enquanto o rei lhes entregou medalhas especiais. O Czar da Rússia enviou-lhe presentes, e o sultão otomano Selim III, premiou Nelson com a Ordem do Crescente Turco por este ter reposto a ordem otomana no Egito. Lord Hood, após conversações com o primeiro-ministro, disse a Fanny que Nelson poderia receber o título de Visconde, à semelhança de Jervis (quando recebeu o título de Duque pela batalha do Cabo de São Vicente) e de Duncan (que recebeu o título de Visconde pela batalha de Camperdown). Earl Spencer, no entanto, discorda justificando que Nelson era apenas o comandante de uma esquadra e não de uma frota, e caso fosse feito Visconde, isso poderia abrir precedentes indesejáveis; em vez disso, Nelson recebeu o título de Barão Nelson do Nilo.

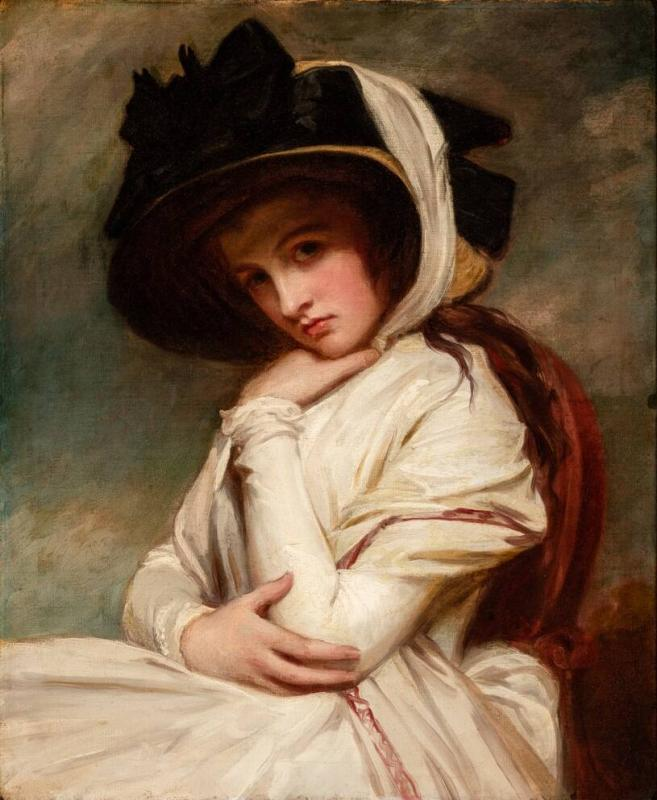
Emma Hamilton, num retrato de 1782–84 da autoria de George Romney, mostrando Emma no auge da sua beleza

### Campanha napolitana
Nelson ficou bastante consternado com a decisão de Earl Spencer e declarou que preferia não receber nenhum título a receber o de um mero barão. No entanto, ficou bastante emocionado com toda atenção recebida pelos cidadão de Nápoles, pelo prestígio que lhe foi concedido pela elite do reino e pelo acolhimento dado em casa dos Hamilton. Nelson passou a frequentar a casa dos Hamilton, onde era frequentemente homenageado, para passear com Emma, por quem se tinha apaixonado. Entretanto, chegam ordens do Almirantado para efectuar um bloqueio às forças francesas em Alexandria e Malta; Nelson delega esta tarefa aos seus capitães, Samuel Hood e Alexander Ball. Embora Nelson estivesse a desfrutar da sua vida em Nápoles, começou a pensar em regressar a Inglaterra. Após um muita pressão de sua mulher, Maria Carolina da Áustria, e de Sir William Hamilton, o rei Fernando de Nápoles finalmente concordou em declarar guerra a França. O exército napolitano, liderado pelo general Mack da Áustria apoiado pela frota de Nelson, reconquista Roma aos franceses em novembro; porém, os franceses reagrupam-se e, após terem recebido o reforço de novas tropas, expulsam os napolitanos. Desorientado, o exército napolitano retira-se para Nápoles, sendo perseguido pelos franceses. Rapidamente, Nelson organizou a evacuação da família real, vários nobres e diversos cidadãos britânicos, incluindo os Hamilton. A evacuação tem lugar por via marítima, a 23 de dezembro, por entre fortes vagas, e chegam a Palermo a 26 de dezembro.
Com a partida da família real, a cidade de Nápoles cai na anarquia , e chega a notícia que os franceses tomaram Palermo, em janeiro, sob o comando do general Jean Étienne Championnet, e proclamaram a República Napolitana. A 14 de fevereiro de 1799 Nelson é promovido a Rear Admiral of the Red, e durante vários meses ficou encarregue de cercar Nápoles. Em simultâneo, uma força popular contra-revolucionária sob o comando do Cardeal Fabrizio Ruffo, conhecido como Sanfedisti, avançava para reconquistar a cidade. No final de junho, as forças de Ruffo conseguem entrar em Nápoles, forçando a retirada dos franceses, e suas forças apoiantes, para a fortificação da cidade. Consternado com o resultado sangrento dos combates, Ruffo acorda um cessar-fogo com os jacobinos que lhes permite um regresso pacífico a França. Nelson, agora a bordo do Foudroyant, fica furioso e, juntamente com o rei Fernando, insiste que os rebeldes devem render-se incondicionalmente. As tropas rebeldes que acordaram no cessar-fogo são detidas, incluindo o Almirante Francesco Caracciolo, ex-comandante da frota napolitana do rei, e que se tinha juntado aos jacobinos. Nelson ordenou que fosse julgado em corte marcial e recusou o pedido de Caracciolo para que o julgamento fosse feito por oficiais britânicos. Caracciolo foi julgado por realistas napolitanos e sentenciado à morte. Pediu para ser fuzilado e não enforcado, mas Nelson recusa, também, este pedido, ignorando o pedido do tribunal para que a sentença fosse executada dali a 24 horas, dando assim um tempo para que Caracciolo se preparasse. Acabou por ser enforcado a bordo da fragata napolitana Minerva às 17 horas do mesmo dia. Nelson manteve os jacobinos presos ordenando várias execuções, e recusando pedidos de clemência por parte dos Hamilton e da rainha de Nápoles. Quando o transporte que iria levar os jacobinos para França chegou, menos de um terço estavam vivos. Por todo o seu apoio à monarquia, Nelson recebeu o título de Duque de Bronte pelo rei Fernando.
Nelson regressa a Palermo em agosto e, no mês seguinte, torna-se o oficial sénior no Mediterrâneo, logo após o sucessor de Jervis, lorde Keith, ter deixado esta área para perseguir as frotas francesa e espanhola no Atlântico. Nelson passou o restante ano de 1799 num tribunal napolitano, regressando ao mar em fevereiro de 1800, após o regresso de Lord Keith. A 18 de fevereiro, o navio francês Généreux, que tinha participado na Batalha do Nilo, foi avistado sendo de imediato perseguido e capturado, após uma curta batalha, com a autorização de Keith. Entretanto, o relacionamento de Nelson com o seu oficial superior estava a tornar-se conflituoso, e aquele começou a ganhar a reputação de ser insubordinado: Nelson recusou o envio de navios quando Keith o ordenou a tal; e, noutra ocasião, regressou a Palermo, sem autorização, justificando o acto com problemas de saúde. Os relatórios de Keith, e os rumores do romance de Nelson com Emma Hamilton, também circulavam em Londres. Estes factos levaram a que Earl Spencer escrevesse uma carta sugerindo o seu regresso a casa:
“Você poderá recuperar melhor a sua saúde e força em Inglaterra, do que de forma sedentária numa corte estrangeira, agradecendo porém todos os seus serviços prestados" 

### Regresso a Inglaterra
A vinda de sir William Hamilton para a Inglaterra serviu de incentivo ao regresso de Nelson, embora ele e os Hamilton tenham saído de Nápoles num cruzeiro pela ilha de Malta a bordo do Foudroyant em abril de 1800. Terá sido neste passeio que a filha ilegítima de Emma e Nelson, Horatia, foi concebida. Após o cruzeiro, Nelson levou a rainha de Nápoles para Livorno. À chegada, Nelson mudou-se para bordo do HMS Alexander, desobedecendo, de novo, às ordens de Keith recusando juntar-se à frota principal. Keith foi a Livorno pedir explicações e recusou-se a ser transferido para um navio britânico por ordem da rainha. Confrontado pelas ordens de Keith, e a pedido de Emma, Nelson, de forma relutante, voltou para Inglaterra por terra.
Nelson, os Hamilton e vários outros cidadão britânicos, deixaram Livorno e dirigiram-se para Florença a 13 de julho. Pararam em Trieste e Viena, onde ficaram três semanas, e onde foram bem recebidos pela nobreza local e assistiram à "Missa in Angustiis" de Haydn, que tem agora o nome de Nelson. Em setembro, passaram por Praga,  Dresden, Dessau e Hamburgo, de onde embarcaram num paquete para Great Yarmouth, chegando em 6 de novembro. À chegada, Nelson foi recebido como herói e empossado como "homem-livre". Seguiu para LOndres, onde chegou a 9 de novembro. Foi recebido pela corte sendo convidado de honra em vários banquetes e bailes. Foi durante este período que Fanny Nelson e Emma Hamilton se conheceram. O comportamento de Nelson face a Fanny era frio e distante, e a sua atenção para com Emma era motivo de comentários. Com a degradação do seu casamento, Nelson começou mesmo a sentir-se incomodado em estar presente no mesmo quarto com Fanny. Pelo Natal, a situação atingiu o ponto de ruptura, e Fanny fez um ultimato a Nelson: ele teria que escolher Emma ou ela, Fanny. Nelson responde: "Amo-te sinceramente, mas não posso esquecer as minhas obrigações para com Lady Hamilton ou falar sobre ela senão com admiração e afecto". Após este episódio, nunca mais viveram juntos.

### Parker e o Báltico
Pouco tempo depois da sua chegada a Inglaterra, Nelson foi nomeado segundo-no-comando da Frota do Canal, sob o comando de lorde St. Vincent. É promovido a Vice-almirante do Azul a 1 de  janeiro de 1801, e dirigiu-se para Plymouth, onde, a 22 de janeiro, recebeu a Liberdade da Cidade e, a 29 de janeiro, Emma deu à luz sua filha, Horatia. Nelson ficou radiante mas, quase de seguida, desapontado por ter recebido ordem de transferência do navio San Josef para o St George, para se preparar para uma expedição ao Báltico. Cansados da imposição de bloqueio que os navios britânicos estavam a fazer ao comércio francês, e de os mandar para para efectuar buscas, os governos da Rússia, Prússia, Dinamarca e Suécia formaram uma aliança para furar o bloqueio. Nelson juntou-se à frota do almirante Hyde Parker em Yarmouth, de onde partiram para a costa dinamarquesa em março. À chegada, Parker estava decidido a bloquear os dinamarqueses e controlar a entrada no Báltico, mas Nelson insistiu num ataque de aviso à frota dinamarquesa, no porto em Copenhaga. Nelson convenceu Parker a permitir-lhe efectuar o assalto, e foram-lhe concedidos reforços significativos. Parker ficou a aguardar em Categate, a cobrir a frota de Nelson no caso da chegada das frotas sueca ou russa.

#### Batalha de Copenhaga

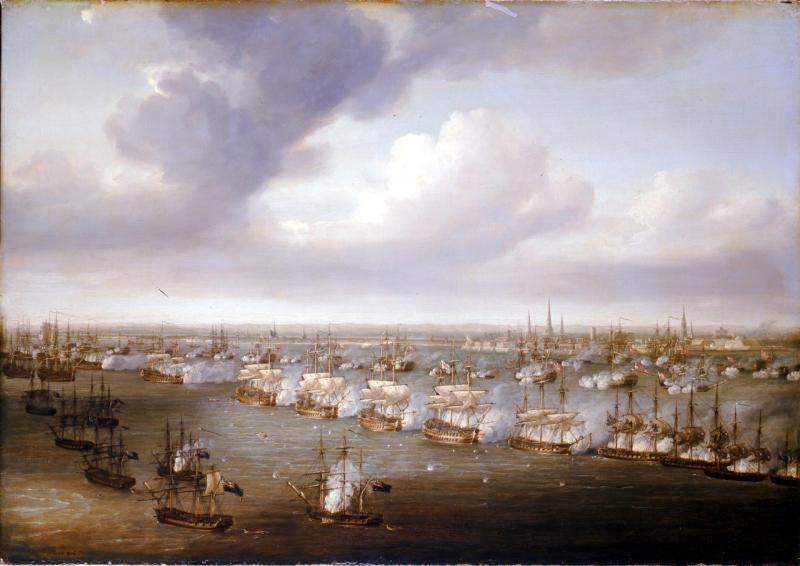
Batalha de Copenhaga por Nicholas Pocock. Troca de fogo entre a frota de Nelson e os dinamarqueses, com a cidade de Copenhaga ao fundo.

Na manhã de 2 de abril de 1801, Nelson avançou até ao porto de Copenhaga. A batalha teve um mau início para os britânicos com o HMS Agamemnon, o HMS Bellona e o Russell a encalharem, e o resto da frota a sofrer fortes ataques da artilharia de costa dinamarquesa. Parker enviou um sinal a Nelson para que este se retirasse:
Vou enviar um sinal alerta a Nelson. Se ele estiver em condições de continuar ele não lhe prestará atenção; caso contrário, será uma desculpa para a sua retirada e não lhe será imputada nenhuma culpa.
 Nelson, a coordenar o ataque a bordo do Elephant, foi informado do sinal pelo tenente Frederick Langford, mas respondeu zangado: "Disse-lhe para tomar atenção ao comodoro dinamarquês e avisar-me quando ele se rendesse. Mantenha a sua atenção só nele". Dirigiu-se, depois, ao capitão do seu navio, Thomas Foley, e disse-lhe: "Sabe Foley, só tenho um olho. Tenho o direito a ser cego de vez em quando". Levantou o telescópio, colocou-o no olho cego, e disse: "Realmente não consigo ver o sinal". A batalha durou três horas, deixando ambas as frotas em combate severamente danificadas. Passado um tempo, Nelson enviou uma carta ao comandante dinamarquês, Príncipe Frederico, a propor tréguas, as quais foram aceites pelo Príncipe. Parker aprovou a atitude de Nelson, e este foi convidado a visitar Copenhaga no dia seguinte para tratar das negociações a um nível formal. Num jantar nessa mesma noite, Nelson disse ao príncipe que a batalha tinha sido uma das mais difíceis em que ele tinha participado. O resultado da batalha, e várias semanas de intensas negociações, foi um armistício de 14 semanas, e, a nomeação, feita por Parker em maio, de Nelson para comandante-chefe do mar Báltico. Como recompensa pela vitória, foi-lhe dado o título de Visconde Nelson do Nilo e de Burnham Thorpe, no Condado de Norfolk, a 19 de maio de 1801. A 4 de agosto de 1801, recebeu, também, o título de Barão Nelson, do Nilo e de Hilborough, no Condado de Norfolk, homenageando, assim, o seu pai e as suas irmãs. Após este período, Nelson partiu para a base naval russa em Reval (atual Tallinn), em maio, sendo aí informado que o pacto de neutralidade armada foi abandonado. Satisfeito com o resultado da viagem, regressou a Inglaterra, onde chegou a 1 de julho.

### De licença em Inglaterra
Em França, Napoleão estava a juntar forças para invadir o Reino Unido. Depois de uma breve passagem por Londres, onde visitou os Hamilton, Nelson recebeu instruções para defender o canal da Mancha e assim prevenir a invasão. Passou o Verão numa missão de reconhecimento da costa francesa mas, para além de uma tentativa de ataque fracassada a Boulogne, em agosto, não houve muita mais acção. A 22 de outubro de 1801, o Tratado de Amiens foi assinado entre os britânicos e os franceses, e Nelson – de novo em baixo de forma – regressou a Inglaterra onde ficou com sir William e lady Hamilton. A 30 de outubro, Nelson discursou em apoio do governo de Henry Addington, 1º Visconde Sidmouth na Câmara dos Lordes, passando a frequentar, com regularidade, as sessões. Os três partiram para uma viagem por Inglaterra e pelo País de Gales, onde visitaram Birmingham, Warwick, Gloucester, Swansea, Monmouth e outras cidades e vilas. Nelson era frequentemente recebido como herói e era o centro de celebrações e outros eventos em sua homenagem. Em 1802, Nelson comprou Merton Place, uma herdade em Merton, Surrey (actualmente a sudoeste de Londres), onde viveu com os Hamilton, por pouco tempo, até à morte de William em abril de 1803. No mês seguinte, a guerra começou, de novo, e Nelson teve de regressar ao mar.

## Regresso ao mar
Nelson foi nomeado comandante-chefe da Frota do Mediterrâneo e foi-lhe dado o comando do navio de primeira classe Victory, o seu navio-almirante. Embarcou no navio em Portsmouth, onde recebeu ordens para partir para Malta e assumir o comando de uma esquadra antes de se juntar ao bloqueio marítimo de Toulon. Nelson chegou ao largo de Toulon em julho de 1803, e passou um ano e meio a manter o bloqueio. É promovido a Vice-almirante do Branco enquanto estava no mar, a 23 de abril de 1804. Em janeiro de 1805, a frota francesa, sob o comando do almirante Pierre Villeneuve, conseguiu escapar de Toulon e furar o bloqueio britânico. Nelson partiu em sua perseguição mas, após várias buscas na zona leste do Mediterrâneo, foi informado de que os franceses tinham sido forçados a voltar a Toulon devido às condições atmosféricas. Villeneuve conseguiu escapar uma segunda vez em abril, desta vez com sucesso, passando para lá do estreito de Gibraltar, para o Atlântico, em direcção às Índias Ocidentais.
Nelson partiu atrás dele mas, depois de chegar às Caraíbas, passou o mês de junho numa intensa busca sem sucesso. Villeneuve tinha feito uma rápida passagem a volta das ilhas  regressando, depois, para a Europa, contra as ordens de Napoleão. No seu regresso, a frota francesa foi interceptada pela frota britânica comandada por sir Robert Calder, dando origem à Batalha do Cabo Finisterra, mas conseguiu escapar e chegar a Ferrol, em Espanha, quase sem danos. Nelson regressou a Gibraltar no final de julho e daí partiu para Inglaterra, desanimado em não ter conseguido derrotar os franceses, e esperando ser chamado à atenção. Para sua surpresa, foi recebido por uma enorme multidão que se tinha juntado para o ver chegar, enquanto que os oficiais superiores lhe davam os parabéns por ter conseguido manter os franceses afastados das Índias Ocidentais, e de uma possível invasão destas ilhas. Nelson ficou por pouco tempo em Londres, onde era recebido em apoteose onde quer que fosse, antes de ir visitar Emma a Merton, onde chegou no final de agosto. Em Merton esteve com vários amigos e familiares, e começou a conceber um plano para um grande combate-surpresa com a frota inimiga.
O capitão Henry Blackwood chegou a Merton a 2 de setembro, com a notícia de que as frotas francesa e espanhola se juntaram e estavam ancoradas em Cádis. Nelson partiu depressa para Londres onde se reuniu com o gabinete de ministros, e onde lhe foi dado o comando da frota que estava no bloqueio a Cádis. Foi em uma destas reuniões, a 12 de setembro, com o lorde Castlereagh, Secretário de Estado da Guerra e das Colónias, que a famosa reunião entre Nelson e o major-general Arthur Wellesley, futuro duque de Wellington, teve lugar. Numa sala de espera, Wellington aguardou para ser informado sobre o resultado da acção de Nelson nas Índias, e dos seus planos futuros. Wellington recordou mais tarde: "Ele [Nelson] iniciou logo a conversa, se é que lhe posso chamar conversa, dizendo que a responsabilidade estava ser-lhe toda imputada; na realidade, esta atitude tão vaidosa e tão sem sentido, desagradou-me". Porém, alguns minutos depois Nelson saiu da sala, e quando lhe disseram quem era o seu interlocutor, voltou, agora com um comportamento diferente, e com um discurso racional e inteligente com o jovem Wellesley, durante um quarto de hora, sobre a guerra, o estado das colónias e da situação geopolítica, que deixou uma forte impressão em ambos. Esta foi a única reunião entre os dois homens que mais vitórias conquistaram, em terra e no mar, durante as guerras revolucionarias francesas e as napoleónicas.
Nelson regressou, por pouco tempo, a Merton para se despedir de Emma antes de partir para Londres e, em seguida, para Portsmouth, onde chegou na manhã de 14 de setembro. Tomou o pequeno-almoço na George Inn com os seus amigos George Rose, o vice-presidente do Board of Trade e George Canning, o tesoureiro da Matinha. Durante a sua refeição, a notícia de que Nelson estava na pousada espalhou-se e uma grande multidão chegou para lhe desejar boa sorte. Acompanharam-no até o barco para se despedirem dele, e Nelson agradeceu tirando, e acenando, o seu chapéu. Nelson virou-se para os seus companheiros e disse: "Já tinha os seus aplausos e vivas! e agora tenho os seus corações". Robert Southey relatou que dos populares que acompanharam Nelson até à doca, "Muitos estavam a chorar e muitos se ajoelharam a seus pés dando a bênção, à medida que ele ía passando".
O Victory juntou-se à frota britânica ao largo de Cádis, a 27 de setembro, com Nelson a substituir o contra-almirante Collingwood. Nelson passou as semanas seguintes a preparar e a aperfeiçoar as suas tácticas para a batalha, e a jantar com os seus capitães para ter a certeza de que eles compreendiam os seus objectivos. Nelson concebeu um plano de ataque em que a frota aliada tomaria uma formação clássica em linha. Baseado na sua experiência no Nilo e em Copenhaga, e nos exemplos de Duncan em Camperdown e Rodney em Saintes, Nelson decidiu dividir a sua frota em esquadrões, em vez de formar uma única linha paralela ao inimigo. Por sua vez, estes esquadrões deveriam furar a linha inimiga em vários pontos, permitindo criar uma batalha desordenada em que os navios britânicos destruiriam a formação do inimigo, antes de os navios de reserva entrarem em acção.

## Morte na Batalha de Trafalgar

### Preparativos
A força conjunta das frotas francesa e espanhola, comandada por Villeneuve, totalizava 33 navios de linha. Napoleão tinha dado instruções a Villeneuve para rumar até ao Canal da Mancha e cobrir a invasão planeada do Reino Unido. No entanto, a entrada da Áustria e da Rússia na guerra forçou Napoleão a cancelar a invasão e a transferir as tropas para a Alemanha. Villeneuve estava de pé atrás num ataque aos britânicos, e esta sua relutância levou a que Napoleão desse ordem ao vice-almirante François Rosily para que fosse para Cádis assumir o comando da frota, rumasse para o Mediterrâneo para desembarcar as tropas em Nápoles, antes de aportar em Toulon. Villeneuve decidiu partir antes do seu sucessor chegar. A 20 de outubro de 1805, a frota foi avistada a sair do porto por uma patrulha de fragatas, e Nelson foi informado de que, aparentemente, estavam a dirigir-se para oeste.

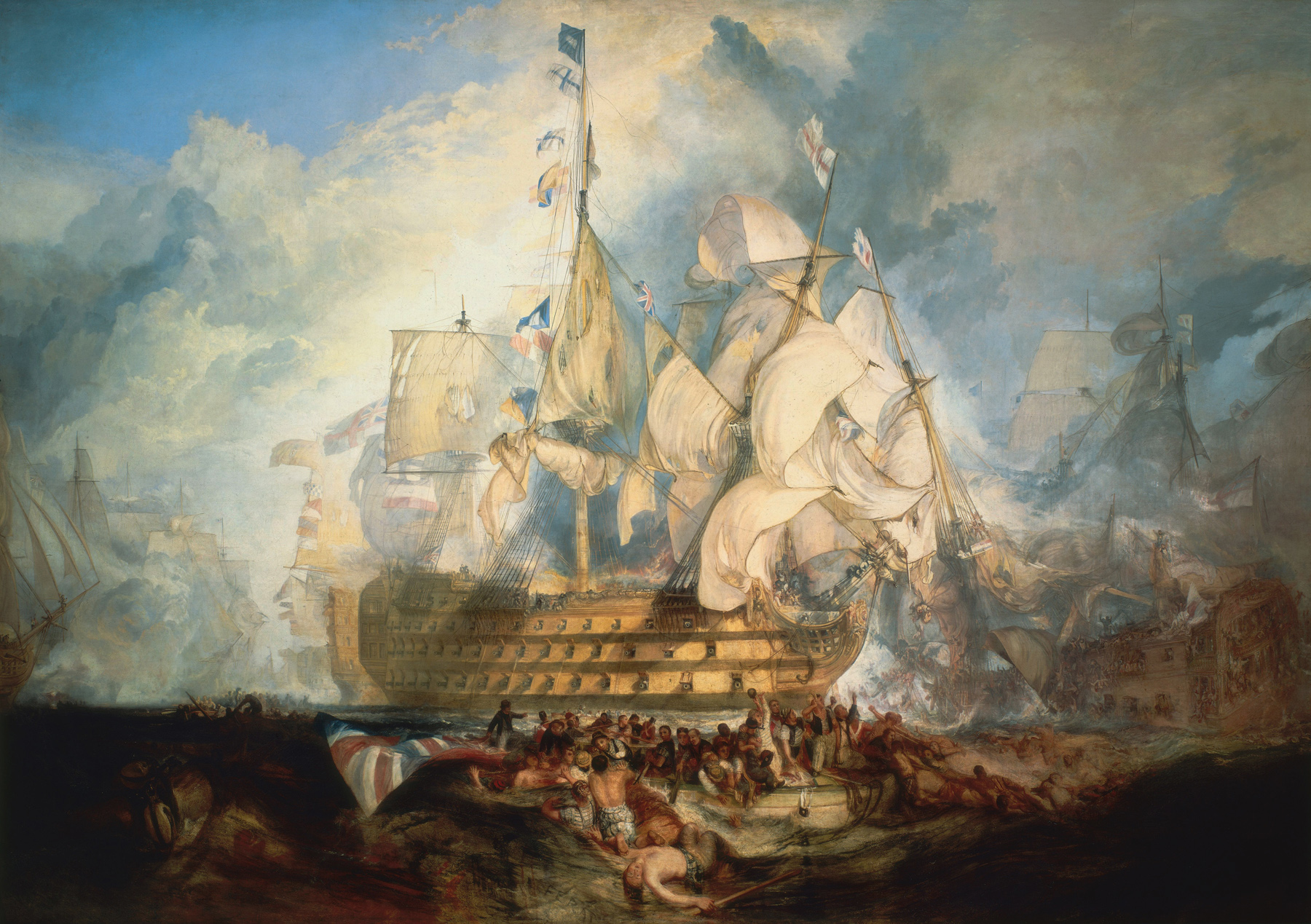
Batalha de Trafalgar por J. M. W. Turner (óleo sobre tela, 1822–1824) mostrando a últimas três letras do famoso sinal "England expects that every man will do his duty", a bordo do Victory.

Às quatro horas da manhã do dia 21 de outubro, Nelson ordenou que o Victory se virasse para ficar de frente para a frota inimiga que se aproximava, e fez sinal ao resto da sua força para se prepararem para o combate. Seguidamente, Nelson desceu para os seus aposentos onde fez o seu testamento, subindo, de novo, para proceder a inspecções. Apesar de a sua força ser de 27 navios contra 33 de Villeneuve, Nelson estava confiante do seu sucesso declarando que só ficaria satisfeito se conseguisse afundar ou capturar, pelo menos, 20 navios. Regressou aos seus aposentos, por breves instantes, para escrever uma oração final, juntando-se, depois, ao tenente sinalizador, John Pasco. 
Sr. Pasco, desejo dizer à frota "A Inglaterra confia que todos os homens cumprirão com as suas obrigações". Terá de ser rápido, pois tenho mais sinais a fazer, para  acção directa.
 Pasco sugeriu substituir o termo "confia" por "espera" que, por estar previsto no Livro de Sinais, podia ser sinalizado por uma única bandeira, e que "confia" teria de ser transmitido letra por letra. Nelson concordou, e e as bandeiras foram içadas.
À medida que ambas as frotas se aproximavam uma da outra, o capitão do Victory, Thomas Hardy sugeriu que Nelson retirasse as condecorações do seu casaco para não ser facilmente identificado por atiradores inimigos. Nelson respondeu que era demasiado tarde "para mudar de casaco", acrescentando que aquelas eram "ordens militares e que não tinha medo de as mostrar ao inimigo". O capitão Henry Blackwood, da fragata Euryalus, sugeriu a Nelson que este viesse para o seu navio para observar melhor a batalha. Nelson recusou esta sugestão, e também outra de Hardy que sugeria deixar o navio de Eliab Harvey, Temeraire, passar à frente do Victory, e liderar a frota até à batalha.

### Início da batalha
O Victory ficou debaixo de fogo, mesmo encontrando-se à distância, mas depois, à medida que ficava mais próximo da zona de combate, os tiros começaram a atingir o navio. Um bala de canhão atingiu o navio matando o secretário de Nelson, John Scott. O assistente de Hardy tomou o seu lugar, mas também foi morto, quase de seguida. A roda do leme do Victory foi destruída, e outro projéctil matou oito marinheiros. Hardy, junto a Nelson do convés, foi atingido no pé por uma lasca de madeira, ficando sem a fivela do seu sapato. Nelson comentou "está ser pesado demais para durar muito tempo". O Victory tinha agora chegado à linha do inimigo e Hardy perguntou a Nelson qual o navio a atacar em primeiro lugar. Nelson disse-lhe para ele escolher e Hardy manobrou o Victory para ficar virado para a popa do navio-almirante francês, de 80 canhões, Bucentaure. De seguida, o Victory ficou debaixo do fogo do Redoutable, de 74 canhões, posicionado junto à popa do Bucentaure, e do Santísima Trinidad, de 130 canhões. À medida que os atiradores dos navios inimigos disparavam sobre o convés do Victory, Nelson e Hardy continuaram a andar no navio coordenando e dando ordens.

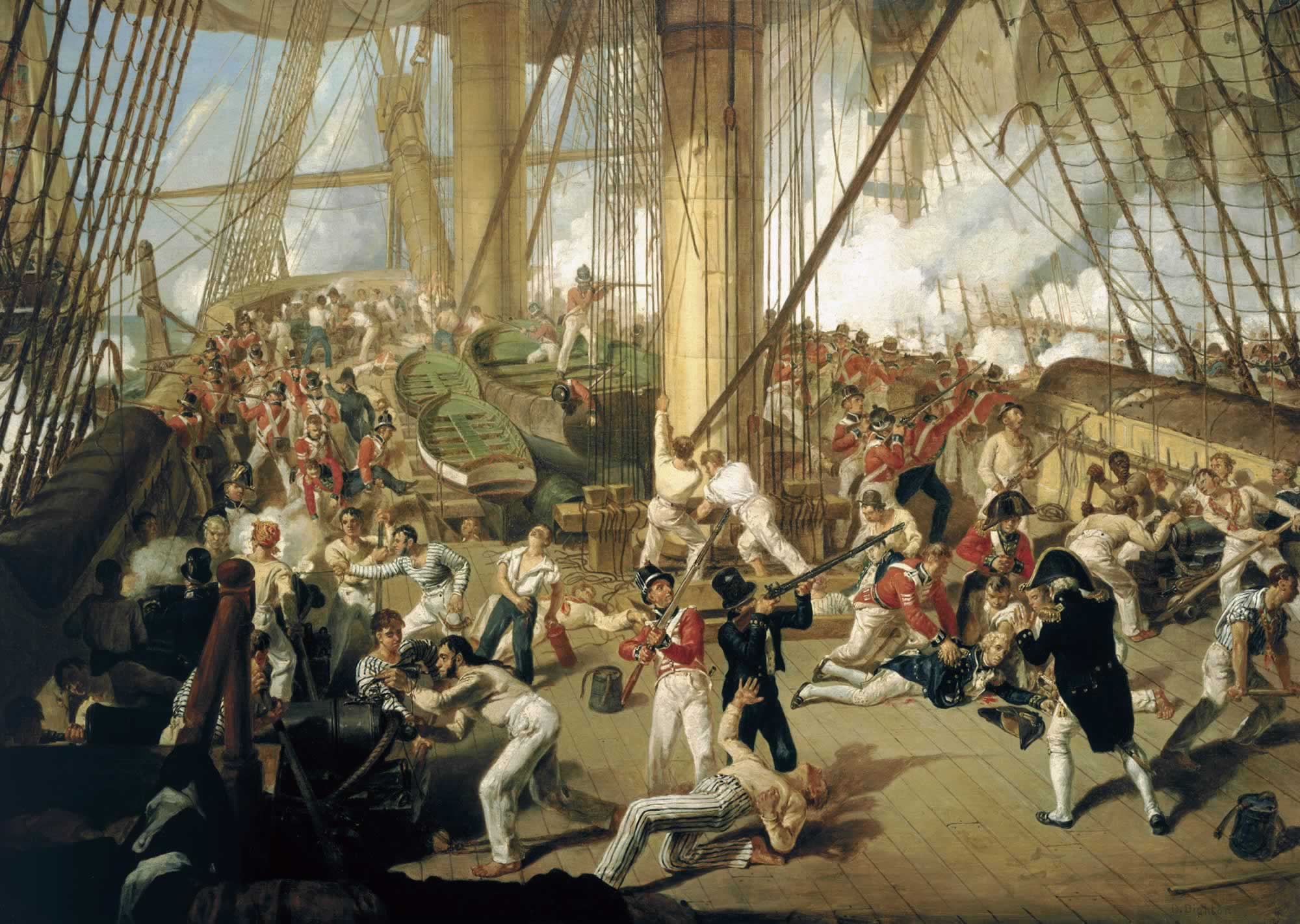
Nelson é atingido, no convés. Pintura de Denis Dighton, c. 1825.

### Nelson é atingido
Pouco depois da uma da tarde, Hardy apercebe-se de que Nelson não estava a seu lado. Quando se vira, repara em Nelson de joelhos no convés, apoiando-se na sua mão, antes de tombar. Hardy correu em sua direcção, e Nelson sorriu 
Hardy, acho que foi desta, por fim… atingiram-me na coluna.
Nelson tinha sido atingido por um atirador francês do Redoutable, a uma distância de cerca de 15 m. A bala penetrou no seu ombro esquerdo, passou pela espinha, pela sexta e sétima vértebras torácicas, e alojou-se cinco centímetros abaixo da sua omoplata direita, na zona muscular.

Nelson foi levado para baixo pelo sargento-mor de por dois marinheiros. À medida que ia sendo levado para baixo, pediu-lhes que parassem para aconselhar um aspirante de marinha como manusear o leme. De seguida, colocou um lenço sobre a sua face para evitar alarmar a tripulação. Foi levado para ser assistido pelo cirurgião William Beatty, e disse-lhe: 
Não pode fazer nada por mim. Resta-me pouco tempo de vida. As minhas costas foram atingidas.
 Nelson foi colocado numa forma confortável, abanado por causa do calor, e foi-lhe servida uma limonada e vinho leve, pois estava com calor e sede. Pediu, por várias vezes, para falar com Hardy, que se encontrava no convés a coordenar a batalha, e pediu a Beatty para falar com Emma, a sua filha e os seus amigos.

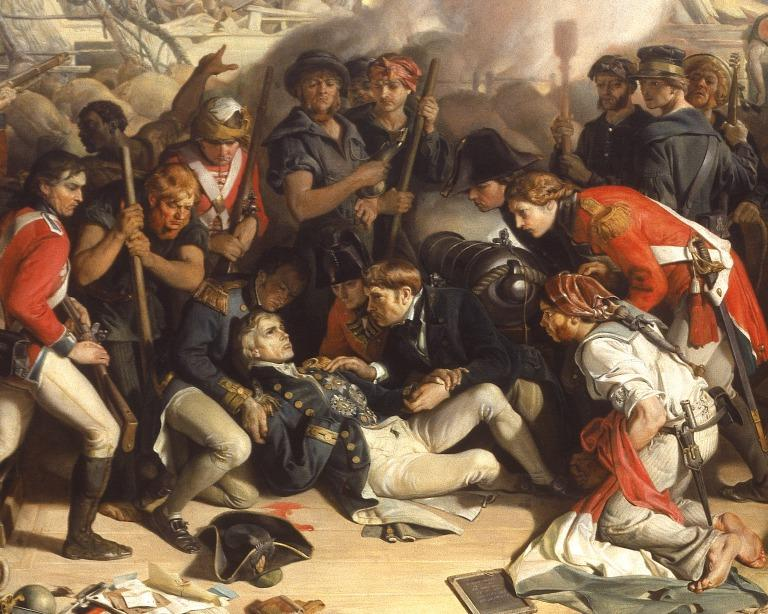
The Death of Nelson (pormenor) por Daniel Maclise (Câmara dos Lordes, Londres)

Hardy foi ver Nelson pouco depois das duas e meia da tarde, informando-o de que alguns navios inimigos se tinham rendido. Nelson disse-lhe que tinha a certeza de que ía morrer e pediu-lhe que entregasse os seus pertences a Emma. Nesta altura, Nelson estava acompanhado pelo capelão Alexander John Scott, do tesoureiro Walter Burke, Chevalier e Beatty. Nelson, com receio de uma tempestade, deu instruções a Hardy para não se esquecer de ancorar. Depois de o lembrar de "toma conta da pobre Lady Hamilton",e ao contrário da lenda , Nelson não disse a "Beije-me, Hardy" ou "Destino , Hardy".Provavelmente disse "Já vivi tempo suficiente". Mais tarde , Nelson perguntou, "Quem está aí?", ouvindo a resposta de que era Hardy, respondeu "Deus te abençoe, Hardy". Por esta altura já muito fraco, Nelson continuou a murmurar instruções a Burke a Scott, "abana, abana... esfrega, esfrega... bebe, bebe". Beatty ouviu Nelson a murmurar: "Graças a Deus que cumpri o meu dever", e quando regressou, a voz de Nelson tinha-se esbatido e o seu pulso estava muito fraco. Olhou para cima quando Beatty lhe pegou no pulso, e fechou os olhos. Scott, que tinha ficado com Nelson quando este morreu, recordou as suas palavras: "Deus e o meu país". Nelson morreu às quatro horas e meia, três horas depois de ter sido ferido.

## Regresso à Inglaterra

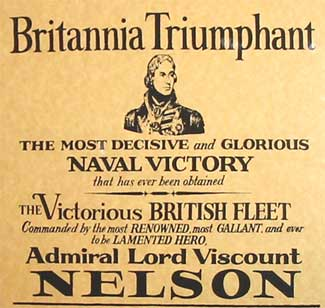
Pormenor de um cartaz de 1805 comemorativo da Batalha de Trafalgar.

O corpo de Nelson foi colocado num casco com brandy, cânfora e mirra, e depois amarrado ao mastro principal sob guarda. O Victory foi rebocado para Gibraltar depois da batalha e, à sua chegada, o corpo foi transferido para um caixão de chumbo e linho, e cheio de uma solução aquosa à base de etanol. O despacho de Collingwood sobre a batalha foi trazido para Inglaterra a bordo do Pickle, e quando as notícias chegaram a Londres, um mensageiro foi até Merton Place levando a notícia da morte de Nelson a Emma Hamilton. Mais tarde recordaria: 
O sr. Whitby do Almirantado deu-me a notícia. "Ele que entre", disse eu. Ele entrou, e com um semblante pesado e uma voz trémula, disse, "Obtivemos uma grande vitória". – "A sua vitória não me interessa", respondi. "As minhas cartas – dê-me as minhas cartas" – O capitão Whitby não conseguia falar – as lágrimas nos seus olhos e a sua palidez disseram-me tudo. Acho que gritei e desmaiei, e durante dez horas não consegui falar nem verter uma lágrima.

O rei Jorge III, depois de ter recebido as notícias, terá dito, a chorar, "Perdemos mais do que ganhámos". O jornal The Times relatou: 
Não sabemos se havemos de chorar ou rejubilar. O país obteve a sua mais esplêndida e decisiva vitória nos anais da história de; mas a que preço.
O primeiro tributo a Nelson foi efectuado ainda no mar, pelos marinheiros do esquadrão russo do vice-almirante Dmitry Senyavin, que estavam de passagem, que o saudaram quando souberam da sua morte.

## Funeral

Caixão de Nelson in the crossing de St Paul durante o funeral, com as bandeiras capturadas de Espanha e França penduradas na abóboda.

O corpo de Nelson foi desembarcado do Victory em Nore. Seguiu por rio no iate do comandante Grey, Chatham, para Greenwich e colocado num caixão de chumbo, e este num caixão de madeira, feito com madeira do mastro do navio francês L'Orient, o qual tinha sido apreendido depois da Batalha do Nilo. Durante três dias ficou em câmara ardente no Painted Hall, em Greenwich, antes de ser transportado, por rio, numa barca, acompanhado pelo visconde Samuel Hood, Peter Parker e o Príncipe de Gales. O caixão foi levado para a Casa do Almirantado para aí pernoitar, na presença do capelão, Alexander Scott. No dia seguinte, 9 de janeiro, o cortejo fúnebre, constituído por 32 almirantes, mais de 100 capitães e uma escolta de 10 000 soldados, levaram o caixão do Almirantado par a Catedral de São Paulo. Depois de uma cerimónia de quatro horas de duração, Nelson foi sepultado dentro de um sarcófago originalmente construído para o Cardeal Wolsey. Os marinheiros encarregados de dobrar a bandeira que cobria o caixão, em vez de a colocarem na sepultura, separaram-na em várias partes e cada um ficou um pedaço como recordação.

## Personalidade

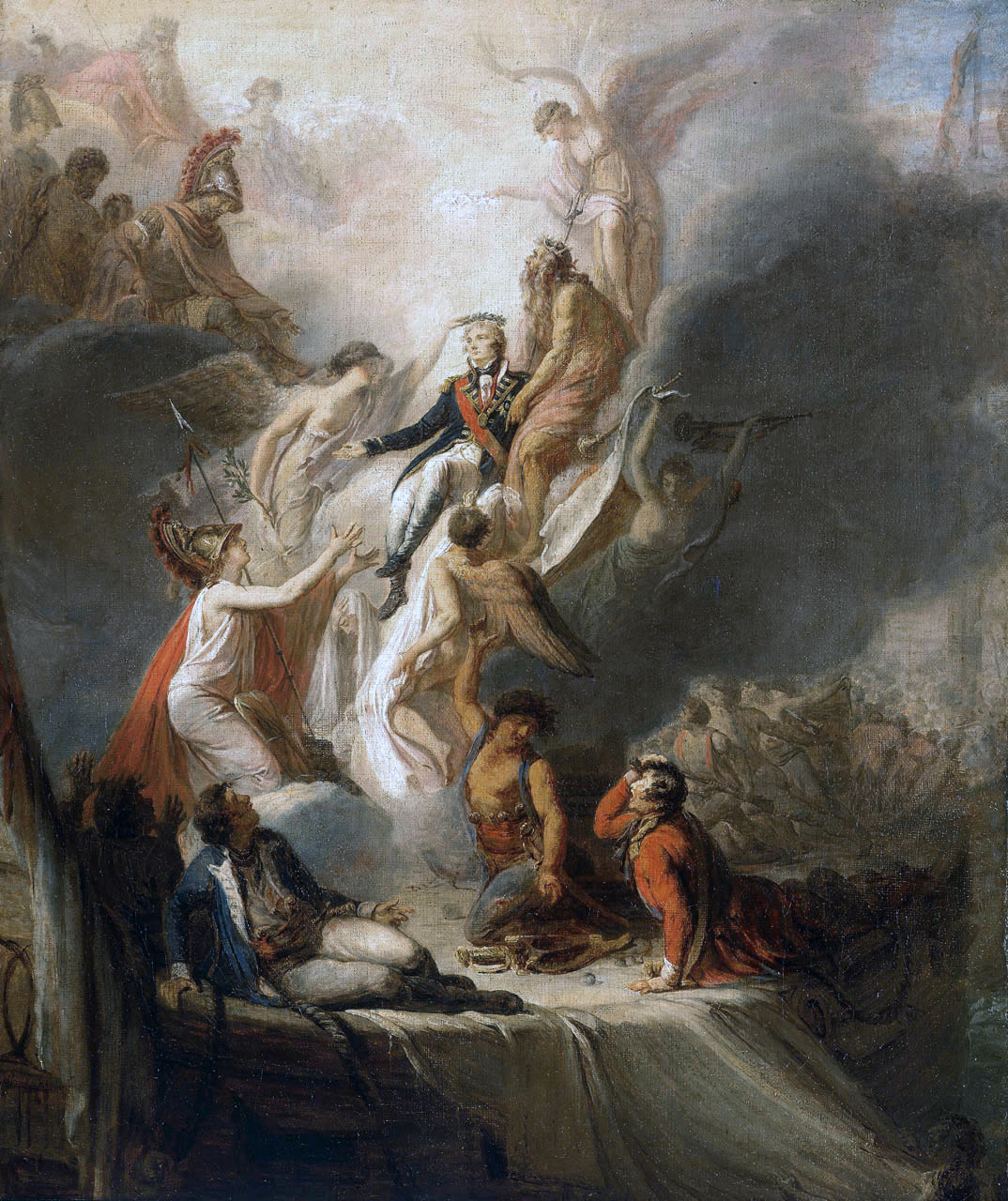
Apotheosis of Nelson de Pierre-Nicolas Legrand de Lérant, c. 1805–18. Nelson atinge a imortalidade à medida que decorre a Batalha de Trafalgar, ao fundo. Nelson é apoiado por Neptuno, enquanto Fama segura uma coroa de estrelas como símbolo da imortalidade, sobre a cabeça de Nelson. Britânia, a chorar, estica os seus braços na direcção de Nelson, enquanto Hércules, Marte, Minerva e Júpiter assistem.

Nelson era considerado como um líder muito eficiente e alguém que compreendia as necessidades dos seus homens. Nelson baseava o seu comando no amor em vez da autoridade, inspirando tanto os seus superiores como os seus subordinados com a sua coragem, comprometimento e carisma, com o "seu toque". Nelson combinava o seu talento em estratégia e política, fazendo dele um comandante naval de sucesso. Contudo, a sua personalidade era complexa, muitas vezes caracterizado pelo seu desejo de ser notado pelos seus superiores e pelo público em geral. Ficava facilmente emocionado com elogios e desanimado quando achava que não lhe davam importância suficiente aos seus actos. As suas emoções levavam-no a assumir riscos e a mostrar publicamente os sucessos. Nelson tinha confiança nas suas capacidades, e era determinado na tomada de decisões importantes. Dada a sua carreira muito activa, tinha muita experiência em combate, e era capaz de bem avaliar os seus adversários e de identificar as fraquezas do inimigo. No entanto, tinha tendência para ser inseguro e a grandes mudanças de humor, e era bastante vaidoso: adorava receber condecorações, homenagens e elogios. Apesar da sua personalidade, era um líder altamente profissional, e toda a sua vida foi orientada por um forte sentido de dever. A fama de Nelson atingiu novos níveis depois da sua morte, tornando-se um dos maiores heróis militares britânicos, ao lado do Duque de Marlborough e do Duque de Wellington. No program de 2002 da BBC, 100 Greatest Britons, Nelson ficou em nono lugar dos britânicos mais importantes de todos os tempos.

Alguns aspectos da vida e da carreira de Nelson eram controversos, tanto em vida como depois da sua morte. A sua relação com Emma Hamilton era vista com desaprovação e, devido a isso, foi-lhe negada a presença no funeral de Nelson e, posteriormente, ignorada pelo governo, o qual concedeu dinheiro e títulos à família legítima de Nelson. Os actos de Nelson durante a reocupação de Nápoles também foram assunto sujeito a debate: a sua aprovação de acções de represálias contra os jacobinos que se tinham rendido de acordo com os termos acordados com Cardinal Ruffo, e a sua intervenção pessoal em assegurar a execução de Caracciolo, são considerados por alguns biógrafos, por exemplo Robert Southey, como uma vergonhosa violação de honra. O político contemporâneo Charles James Fox, foi um dos que criticou duramente  Nelson pelos seus actos em Nápoles, declarando na Câmara dos Comuns: 
Desejo que as atrocidades de que tanto temos ouvido falar, as quais eu abomino, tal como qualquer homem, não têm exemplo. Receio que não pertençam exclusivamente aos franceses ... Nápoles, por exemplo, foi, como se diz, "entregue" e, no entanto, se é que estou bem informado, foi manchada e violada por ferozes assassinos, e por crueldades de todos os tipos tão abomináveis, que o coração treme só de ouvir a descrição ... [os rebeldes cercados] solicitaram a presença de um oficial britânico a quem se renderam. Foram acordadas condições sob o nome britânico ... Antes de partirem, os seus bens foram confiscados; os homens foram levados para a prisão, e alguns, tanto quanto julgo saber, não obstante a garantia britânica, foram executados.
 Outros escritores pro-republicanos publicaram livros condenando os eventos de Nápoles e caracterizando-os como atrocidades. Outras análises, incluindo a de Andrew Lambert, frisaram que o armistício não tinha sido autorizado pelo Rei de Nápoles, e que a retribuição dada pelos napolitanos não era invulgar naquela altura. Lambert também sugere que Nelson, de facto, agiu por forma a cessar o derramamento de sangue, utilizando os seus navios e homens para restaurar a ordem na cidade.

### Legado

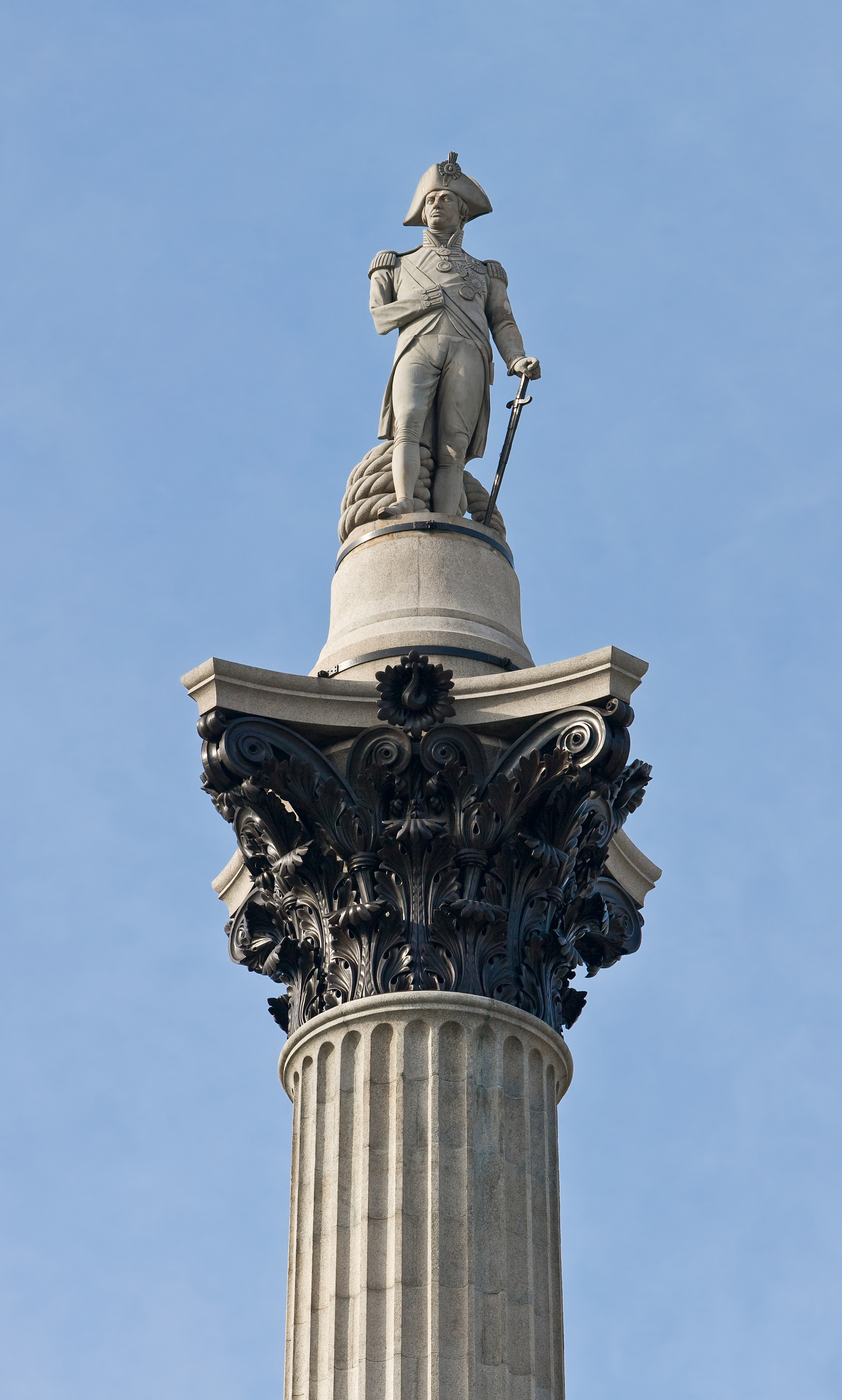
Coluna de Nelson em Trafalgar Square, Londres; o memorial mais famoso a Nelson.

A influência de Nelson prolongou-se para além da sua morte e assistiu-se a períodos de revivalismo, em especial durante tempos de crise na Inglaterra. Na década de 1860, o poeta laureado, Alfred Tennyson, apelou à imagem e tradição de Nelson, como forma de oposição aos cortes que estavam a ser efectuados pelo primeiro-ministro William Ewart Gladstone. O First Sea Lord, John Arbuthnot Fisher, era um exemplo da imagem de Nelson durante os primeiros anos do século XX, e, geralmente, deu um grande valor ao seu legado durante o seu o período de reforma naval. Winston Churchill também tinha Nelson como figura inspiradora durante a Segunda Guerra Mundial. Nelson foi retratado, por diversas vezes, tanto na pintura como na literatura; aparece em quadros de Benjamin West e Arthur William Devis, e em livros e biografias de John McArthur, James Stanier Clarke e Robert Southey.
São vários os monumentos e memoriais construídos por toda o Reino Unido para homenagear a sua memória e os seus feitos. O primeiro foi o Pilar de Nelson em Dublin, em 1808. Em Montreal, foi construída uma estátua, iniciada em 1808 e terminada em 1809. O monumento de Londres, na Trafalgar Square, teve início em 1835, e a coluna, terminada em 1843. Em 1876, foi inaugurada uma blue plaque na Royal Society of Arts, para comemorar Nelson na New Bond Street, n.º 147.

## Títulos
Os títulos de Nelson, tal como inscritos no seu caixão e lidos em voz alta no seu funeral pelo Rei de Armas, Isaac Heard, eram: 
O Mui Nobre lorde Horatio Nelson, Visconde e Barão Nelson, do Nilo e de Burnham Thorpe no Condado de Norfolk, Barão Nelson do Nilo e de Hilborough do mesmo Condado, Cavaleiro da Mui Honrosa Ordem do Banho, Vice-almirante do Esquadrão Branco da Frota, Comandante-em-chefe dos Navios e Embarcações de Sua Majestade no Mediterrâneo, Duque de Bronté do Reino da Sicília, Cavaleiro da Grã-Cruz da Ordem Siciliana de São Fernando e do Mérito, Membro da Ordem do Crescente Otomana, Grande Comandante Cavaleiro da Ordem de São Joaquim.
Nelson era Coronel dos Marinheiros Reais e Cidadão Honorário de Bath, Salisbury, Exeter, Plymouth, Monmouth, Sandwich, Oxford, Hereford e Worcester. A Universidade de Oxford, concedeu o grau honorário de Doutor em Lei Civil, em 1802.
Em julho de 1799, Nelson recebeu o título de  Duke de Bronté (Duca di Bronté), do Reino da Sicília (após 1816, o título continuou a sua existência na nobreza do Reino das Duas Sicílias), entregue pelo rei Fernando, e depois de algum tempo a assinar como "Brontë Nelson do Nilo", passou a assinar "Nelson & Brontë" até ao fim da sua vida. Nelson não deixou filhos legítimos; a sua filha, Horatia, casou com o reverendo Philip Ward, do qual teve dez filhos, antes de morrer em 1881. Dada a situação de Nelson ter morrido sem descendência legítima, os seus títulos de visconde e barão, criados em 1798, ambos "do Nilo e Burnham Thorpe no Condado de Norfolk", extinguiram-se aquando da sua morte. Contudo, o título de barão, criado em 1801, "do Nilo e de Hilborough no Condado de Norfolk", continuaram na sua família, a título excepcional, incluindo o seu pai e irmãs e lado masculino, sendo entregue ao seu irmão, reverendo William Nelson. William Nelson recebeu o título de Duque Nelson e Visconde Merton de Trafalgar e Merton no Condado de Surrey, em reconhecimento dos serviços do seu irmão, e também herdou o Ducado de Bronté.

### Brasão
O seu brasão foi atribuído e confirmado a 20 de outubro de 1797. As armas originais da família de Nelson foram alteradas para incluir as suas vitórias navais. Após a Batalha do Cabo de São Vicente, em 1797, Nelson foi apelidado de Cavaleiro da Ordem do Banho e atribuíram-lhe suportes heráldicos de um marinheiro e um leão. Em honra da Batalha do Nilo, em 1798, A Coroa concedeu-lhe um aumento das suas armas que pode ser descrito como "num chefe ondulado de prata uma palmeira entre um navio avariado e uma bateria danificada rodeados de ondas do mar", o lema, Palmam qui meruit ferat ("aquele que mereceu que use a palma") e acrescentou aos suportes um ramo de palma na mão do marinheiro e na pata do leão, e "uma bandeira tricolor na boca do leão". Depois da sua morte, o seu irmão mais velho e herdeiro, recebeu o aumento "numa faixa ondulada azure a palavra TRAFALGAR em ouro".

## Curiosidades
No jogo Call of Duty: Black Ops, de 2010, há uma conquista intitulada Lord Nelson em que o jogador deve destruir todos os alvos e estruturas ao longo de um rio em Laos.